# Vrouwenschaak

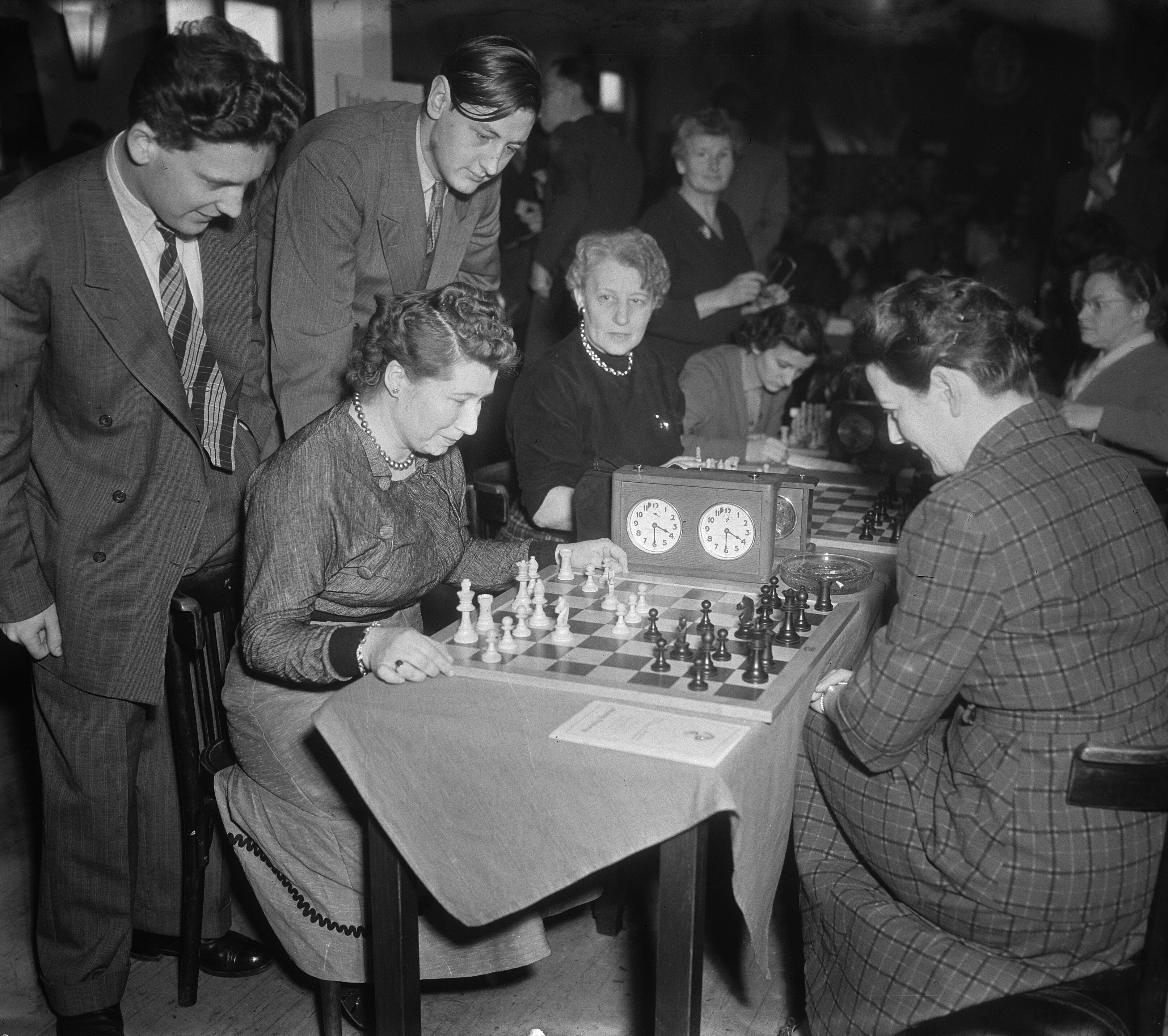
Hoogovenschaaktoernooi 1953. Fenny Heemskerk (links) speelt een partij met Rowena Bruce. Hans Bouwmeester (links) en Hein Donner kijken toe.

Vrouwenschaak verwijst naar het schaken dat uitsluitend voor vrouwen bedoeld is. Dit onderscheidt zich van het reguliere of genderneutrale schaken, dat door zowel mannen als vrouwen gespeeld kan worden. Het is van oudsher een genderneutraal spel dat zowel door mannen als vrouwen wordt gespeeld, soms gemengd en soms afzonderlijk. Het bood een zeldzaam platform waarop beide geslachten op gelijkwaardige wijze met elkaar konden interageren.
Tot het einde van de vijftiende eeuw leek het schaakspel grotendeels onaangetast door de strikte sociale omgangsregels en etiquette die doorgaans voor vrouwen golden. Aan het einde van de vijftiende eeuw veranderde het spel ingrijpend: de bewegingsvrijheid van de schaakstukken nam toe, en met name de dame kreeg haar moderne, krachtige bewegingsmogelijkheden. Dit versnelde het spel aanzienlijk, maakte het competitiever en agressiever, en creëerde betere mogelijkheden voor systematische studie. Hierdoor steeg het algemene spelniveau, vooral voor degenen die zich ongestoord aan het schaken konden wijden. Dit gold in mindere mate voor vrouwen: terwijl de dame op het schaakbord meer bewegingsvrijheid kreeg, werd de maatschappelijke positie van vrouwen vanaf de zestiende eeuw juist steeds verder beperkt. De patriarchale samenleving verwachtte dat vrouwen zich richtten op huiselijke taken en zich minder in het openbare leven begaven.
Pas tegen het einde van de negentiende eeuw kregen vrouwen geleidelijk weer de ruimte om zich met schaken bezig te houden. Om hen te stimuleren, ontstonden speciale schaakcompetities voor vrouwen. Toch bleef het aantal vrouwelijke schakers beperkt, mede door de beperkte maatschappelijke mogelijkheden en de aanhoudende genderdiscussie rond het spel. Anno 2020 maken vrouwen ongeveer 5% uit van de schaakgemeenschap, waardoor het niveau van het vrouwenschaak zich maar langzaam ontwikkelt. Dit is de belangrijkste reden waarom vrouwenschaak sinds de negentiende eeuw als aparte discipline wordt gezien en waarom de vraag hoe het komt dat vrouwen gemiddeld minder goed zouden schaken dan mannen.

## Geschiedenis
Het schaakspel heeft een ambivalente relatie met vrouwen, wier rol, betekenis en waarde door de geschiedenis heen voortdurend veranderden. Net als in het dagelijks leven lijken vrouwen zich in de schaakwereld steeds opnieuw te moeten heruitvinden om zich te weren tegen de dominante mannelijke opinie en om op gelijkwaardige wijze de strijd aan te gaan. Feit blijft echter dat vrouwen zowel op als naast het schaakbord een cruciale rol spelen—een rol die zelden volledig op waarde wordt geschat.

### De paradox van de Dame
Aan het einde van de achttiende eeuw evolueerde schaken van een huiselijk en traag gezelschapsspel zonder tijdslimiet tot een competitieve sport in de twintigste eeuw. De dame (voorheen de vizier) had op het bord altijd meer bewegingsvrijheid dan de koning, maar aanvankelijk was dit verschil minimaal. In de vroege schaakgeschiedenis verliep het spel traag door de beperkte bewegingsmogelijkheden van de stukken. Al sinds de Arabische oudheid probeerde men dit trage karakter te doorbreken door het gebruik van dobbelstenen.
Hoewel het gezamenlijk spelen van mannen en vrouwen in die tijd zelfs binnen religieuze gemeenschappen geen grote controverse leek op te roepen, bracht het gebruik van dobbelstenen juist wél problemen met zich mee. In zowel de islamitische als de westerse wereld tastte dit de reputatie van het spel aan, waardoor het regelmatig werd veroordeeld en soms zelfs verboden door religieuze leiders. Mogelijk hebben de macht van vrouwelijke monarchen in de middeleeuwen—met name Isabella van Castilië—en de wens voor een sneller spel ertoe bijgedragen dat de dame uiteindelijk meer bewegingsvrijheid kreeg. Hierdoor kreeg het schaakspel in de vijftiende eeuw de snelheid die we vandaag de dag kennen.
Opmerkelijk genoeg vond er in dezelfde periode een paradox plaats. Terwijl de dame op het schaakbord een enorme bewegingsvrijheid kreeg en het machtigste stuk werd, werden vrouwen in de samenleving juist steeds verder in hun bewegingsvrijheid beperkt. Vanaf de zestiende eeuw—tijdens de renaissance en de verlichting—werden vrouwen steeds meer toegewezen aan huiselijke taken, zoals de zorg voor kinderen en het huishouden. Hun publieke aanwezigheid werd als ongepast beschouwd, en zij kregen aanzienlijk minder kansen dan mannen om zich met schaken bezig te houden en zich erin te bekwamen.
Bovendien lijkt de interesse van vrouwen voor schaken te zijn afgenomen naarmate het spel sneller, agressiever en competitiever werd—een ontwikkeling die vooral te danken was aan de vergrote bewegingsvrijheid van de dame en de loper. Dit spelkarakter zou beter aansluiten bij de mannelijke aard, zo werd gedacht.
De combinatie van deze twee factoren—de maatschappelijke beperkingen van vrouwen en de toegenomen snelheid van het spel—heeft bijgedragen aan de groeiende kloof tussen mannen en vrouwen op het gebied van schaken, zowel in aantal spelers als in niveau. De snelheid van het spel bood nieuwe mogelijkheden voor diepgaande studie en analyse, terwijl de uitvinding van de boekdrukkunst zorgde voor een snellere en systematische verspreiding van schaaktheorie. Hierdoor verbeterde het schaakniveau van mannen wereldwijd snel, terwijl vrouwen nauwelijks de kans kregen om zich in het spel te ontwikkelen.

### Chaturanga in India

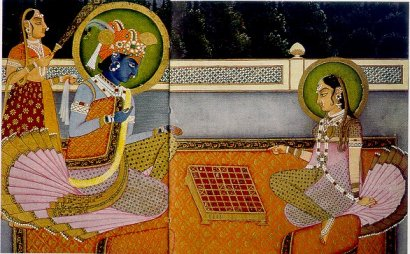
Krishna en Radha spelen chaturanga

Het schaakspel was rond de 5e eeuw bekend als Chaturanga, een oorlogsspel waarmee militairen voor hun operaties getraind konden worden. De stukken bestonden uit de eenheden die in de Indiase legers voorkwamen: naast de koning en de vizier (voorganger van de dame) waren dat de paarden, olifanten, strijdwagens en -paarden, voetsoldaten. Dat was mogelijk de enige tijd dat er, althans op het bord, geen rol voor vrouwen weggelegd was. Maar uit de beeldende kunst en literatuur van toen blijkt dat er geen onderscheid tussen man en vrouw gemaakt werd wanneer het op het beoefenen van het spel aankwam. Voorts verhaalt een legende over het ontstaan van het spel over een Indiase koningin die op tactvolle wijze geïnformeerd moest worden over de dood van een van haar zoons in een veldslag. Chaturanga zou toen ontwikkeld zijn om haar op tactvolle wijze het doodsbericht over te brengen.

### Perzische en Arabische culturen
Het schaakspel kwam rond 700 naar het Perzische rijk. Ook in de Arabische cultuur werd door beide seksen gespeeld. Hoewel er voorbeelden zijn waarin gesuggereerd wordt dat de schoonheid van een vrouw een grotere rol speelde dan haar schaakkwaliteiten - waarbij de man de partij verliest door verblinding van de liefde, lijkt het spel vaker op gelijkwaardige wijze gespeeld te zijn, waarbij de vrouw als winnaar uit de bus kwam.
De sprookjes van Duizend-en-een-nacht bevatten meerdere verhalen met een schaakpartij tussen man en vrouw als thema. Zo is er het verhaal van de Griekse Amazonenprinses Abrîza die koningszoon Sharkân uitdaagde voor een schaakwedstrijd, na hem eerst al op allerlei andere fronten te hebben verslagen. De verliefde prins had meer oog voor haar dan voor het spel en verloor vijf maal achtereen.
Harun al-Rashid was een legendarische kalief die het schaakspel gepopulariseerd heeft. Een van de sprookjes van Duizend-en-een-nacht verhaalt over Haruns aanschaf van een slavenmeisje voor een lieve som omdat zij een goede schaakspeler zou zijn. Toen zij hem tot driemaal toe verslagen had, beloonde hij haar met de intrekking van de veroordeling van een zekere Ahmad al-Amin, die haar geliefde zou zijn.
In Duizend-en-een-nacht is er ook het verhaal van Tawaddud, een beeldschoon, vijftienjarig slavinnetje dat een wonder van geleerdheid was en zeer bedreven in vaardigheden als triktrak, schaken en het luitspel. Tawaddud laat al haar mannelijke tegenstanders smadelijk in het stof bijten, en neemt ze ter vernedering hun kleren af. Ten slotte mag ook de schaakmeester, de beste van het land, zijn geluk beproeven. Tawaddud verslaat hem drie keer achter elkaar, waarbij zij hem de laatste keer een dame, een toren en een paard voorgeeft. De kalief is overtuigd van haar kwaliteiten, waarop zij een verzoek mocht doen. Tawaddud verzocht aan het hof te wonen met haar voormalige meester en geliefde, die haar uit geldnood moest verkopen.
De schone Zayn al-Mawâsif schaakt met de op haar verliefde Masrûr. Maar hij is zo gefascineerd door haar schoonheid dat hij niet meer kan nadenken en binnen de kortste keren mat gezet wordt. Om zich op het spel te focussen stelt hij haar voor om met inzet te spelen. Het helpt niet en uiteindelijk verliest hij zijn hele bezit aan haar. Op haar verzoek maakt hij een lang gedicht over hun spel. Masrûrs offers dragen uiteindelijk vrucht: na vele wederwaardigheden trouwt hij met Zayn al-Mawâsif.
Het Mat van Dilârâm dateert van de 10e eeuw en is een schaakpatroon waarbij twee torens geofferd worden. Deze mat-patroon is vernoemd naar Dilârâm, de echtgenote van de grootvizier van Bagdad. Naar verluidt zou deze grootvizier zijn hele vermogen bij een potje schaak vergokt hebben. Wanhopig zette hij bij een volgende partij zijn lievelingsvrouw, Dilârâm, in. Toen hij opnieuw dreigde te verliezen, fluisterde zij hem de verlossende combinatie in: "Offer je torens en red je vrouw".
Het beeld dat uit deze en andere verhalen uit het oude islamitische en Perzische culturen naar voren komt, is dat kennis van het schaakspel een elegante verworvenheid was zoals vele andere; het stond op één lijn met, bijvoorbeeld, het bespelen van de luit, het kunnen reciteren van gedichten, en het kunnen meepraten over intellectuele onderwerpen. Dat waren dingen die mannen en vrouwen leerden. Dat gold speciaal voor de slavinnen die opgeleid werden om een geisha-achtige rol in het sociale leven te spelen. Deze vrouwen waren niet de eerste de beste schakers, zoals blijkt uit de door mannen gepende verhalen. In de verhalen uit de islamitische cultuur is dan ook geen enkele aanwijzing dat goed schaakspelen iets was dat exclusief aan mannen toegeschreven werd. Sterker nog, in de tijd van de Moren werd geschaakt zonder onderscheid van sekse of religie.

### Introductie in Europa

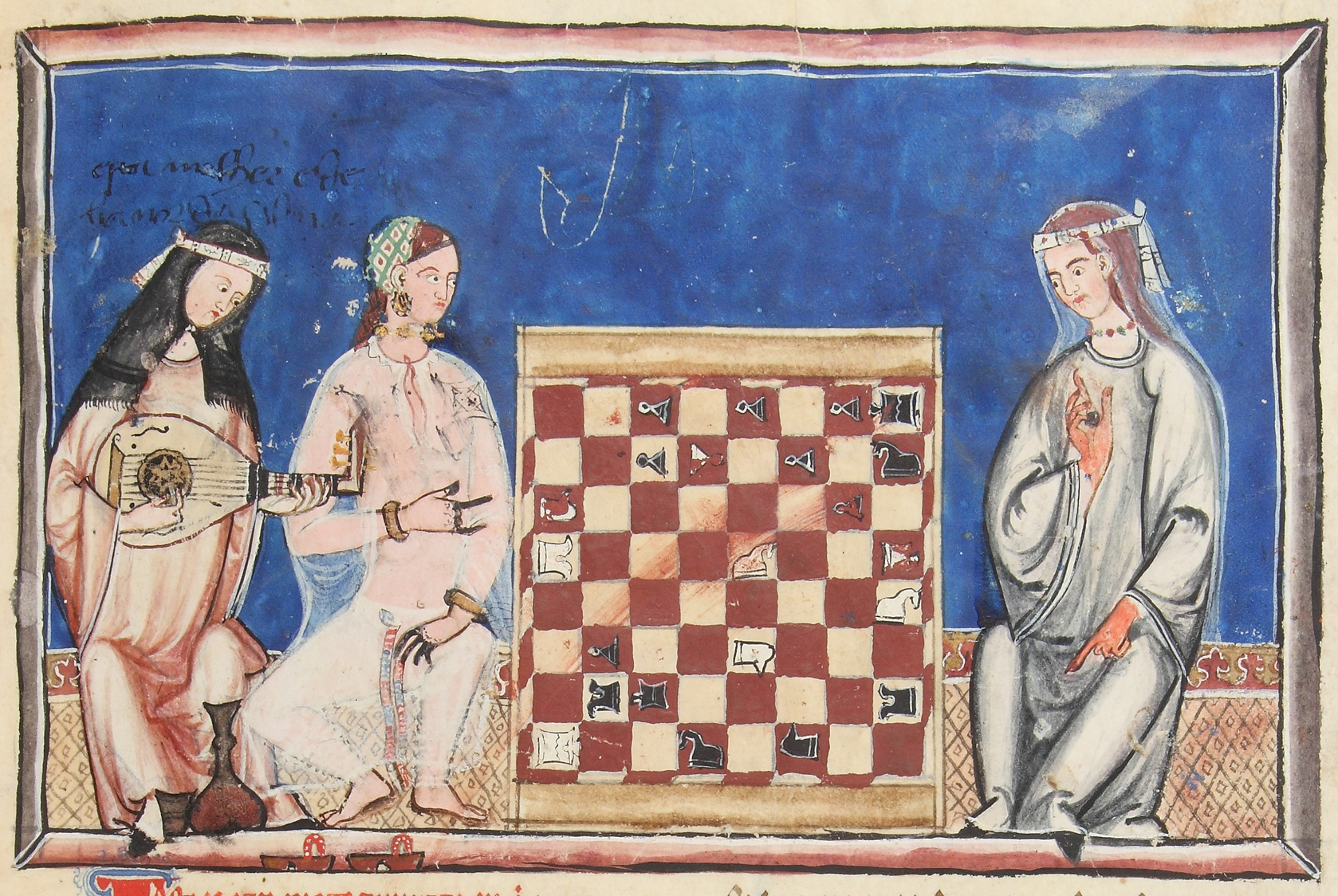
Schakende Moorse dames en een christelijke dame die de luit speelt, uit het Libro del ajedrez, dados y tablas van Alfons X van Castilië (13e eeuw)

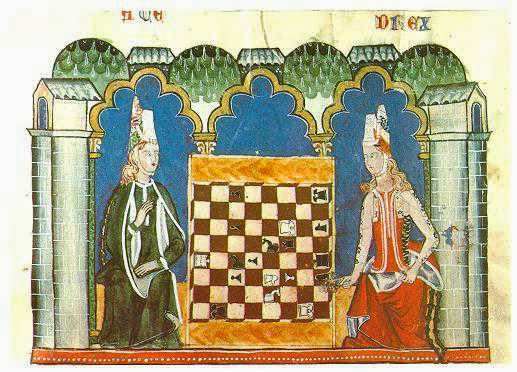
Twee schakende Spaanse dames, eveneens uit het boek van Alfons X van Castilië

Tot de introductie van het schaakspel in Europa rond de eerste eeuwwisseling was er geen vrouwelijke schaakstuk op het bord. Het militaire schaakspel had toen de zogenaamde vizier als rechterhand van de koning. De vizier alsook stukken als de olifant vertegenwoordigden dingen die destijds onbekend waren in Europa, dus werd er naar passende alternatieven gezocht.
De positie van de koningin en dan met name die van een aantal zeer daadkrachtige dames in die tijd is een aannemelijke verklaring voor de vervanging van de vizier door de dame op het schaakbord: in Europa bestuurde het koningspaar min of meer op gelijkwaardige basis hun rijk. De koningin was hierbij een cruciaal adviespunt voor de koning en soms zelfs metgezel in oorlogen. Onder de bekendste van de machtige koninginnen bevonden zich Toda van Navarra, Adelheid, vrouw van Keizer Otto I de Grote en haar schoondochter, de Byzantijnse Theophanu, vrouw van Keizer Otto II die alleen regeerden, dan wel als zeer machtige regenten optraden en affiniteit met het schaakspel hadden.

Het beeld van een monarchale twee-eenheid werd ook gerepresenteerd door de pionnen op het bord die lange tijd niet tot dame mochten promoveren zolang de oorspronkelijk dame nog op het bord stond: het was ongepast te suggereren dat de koning een tweede vrouw tot zich zou nemen.

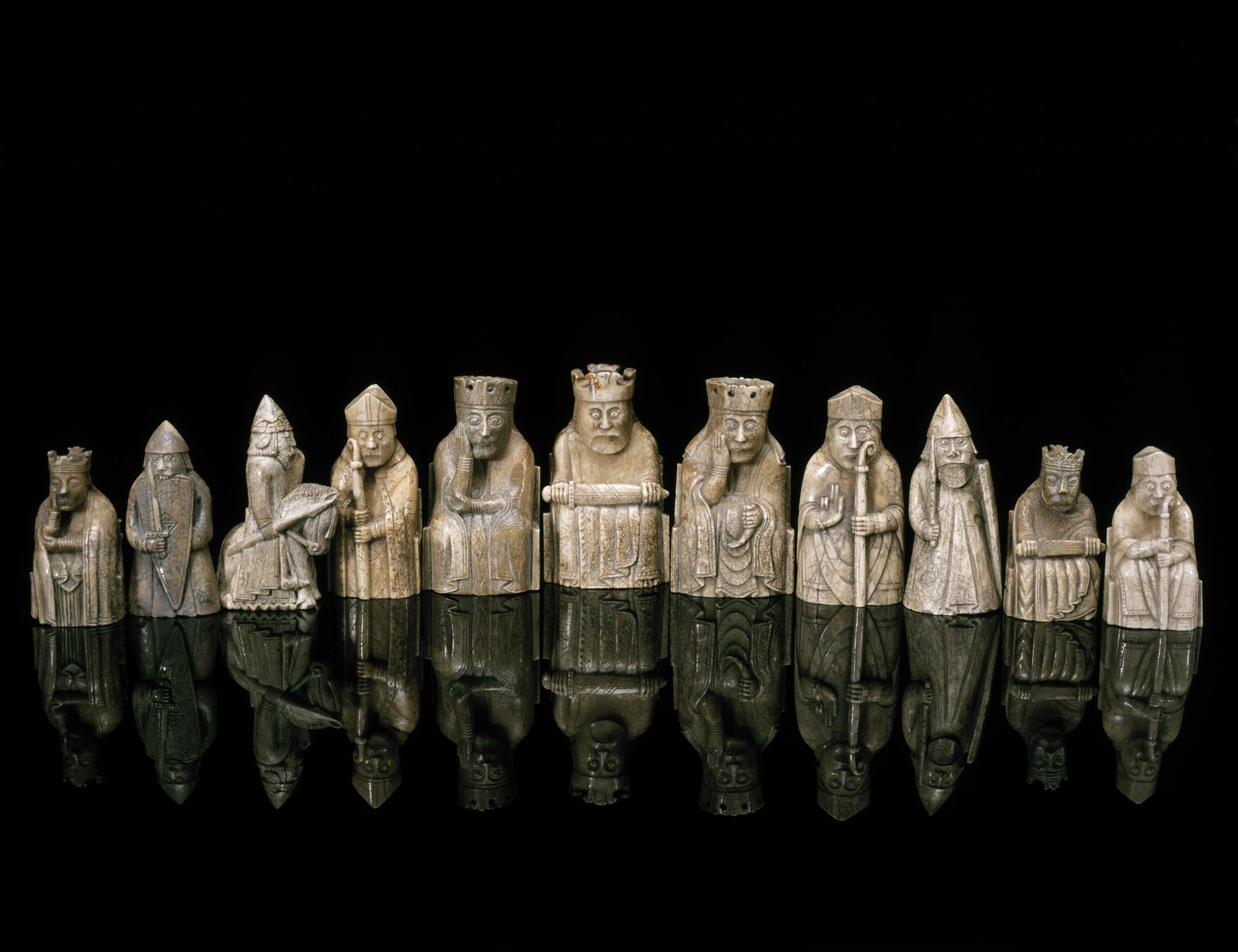
Enkele dames (v.l.n.r de eerste, vijfde en zevende stuk) in een verzameling van Lewis-schaakstukken (12e eeuw)

Ook bij de Vikingen werd niet raar opgekeken van daadkrachtige en machtige dames. Hoe het schaakspel in Scandinavië terechtgekomen is, is niet helemaal duidelijk - een mogelijkheid is dat zij het spel tijdens hun rooftochten in het Midden-Oosten op de weg terug via de Donau hebben meegenomen. Ongeacht, de positie van vrouwen bij de Vikingen zal de introductie van de dame op het schaakbord niet in de weg gestaan hebben, zoals blijkt uit de beroemde Lewis-schaakstukken, de oudstbekende schaaksets van Scandinavische oorsprong.

### De middeleeuwen

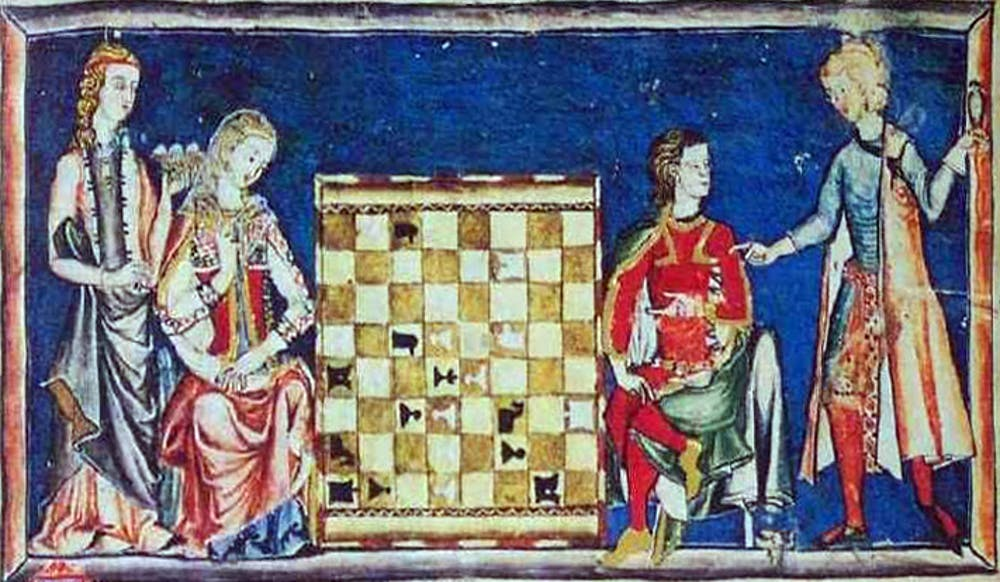
Een schaakpartij tussen geliefden. Wederom uit het boek van Alfons X van Castilië.

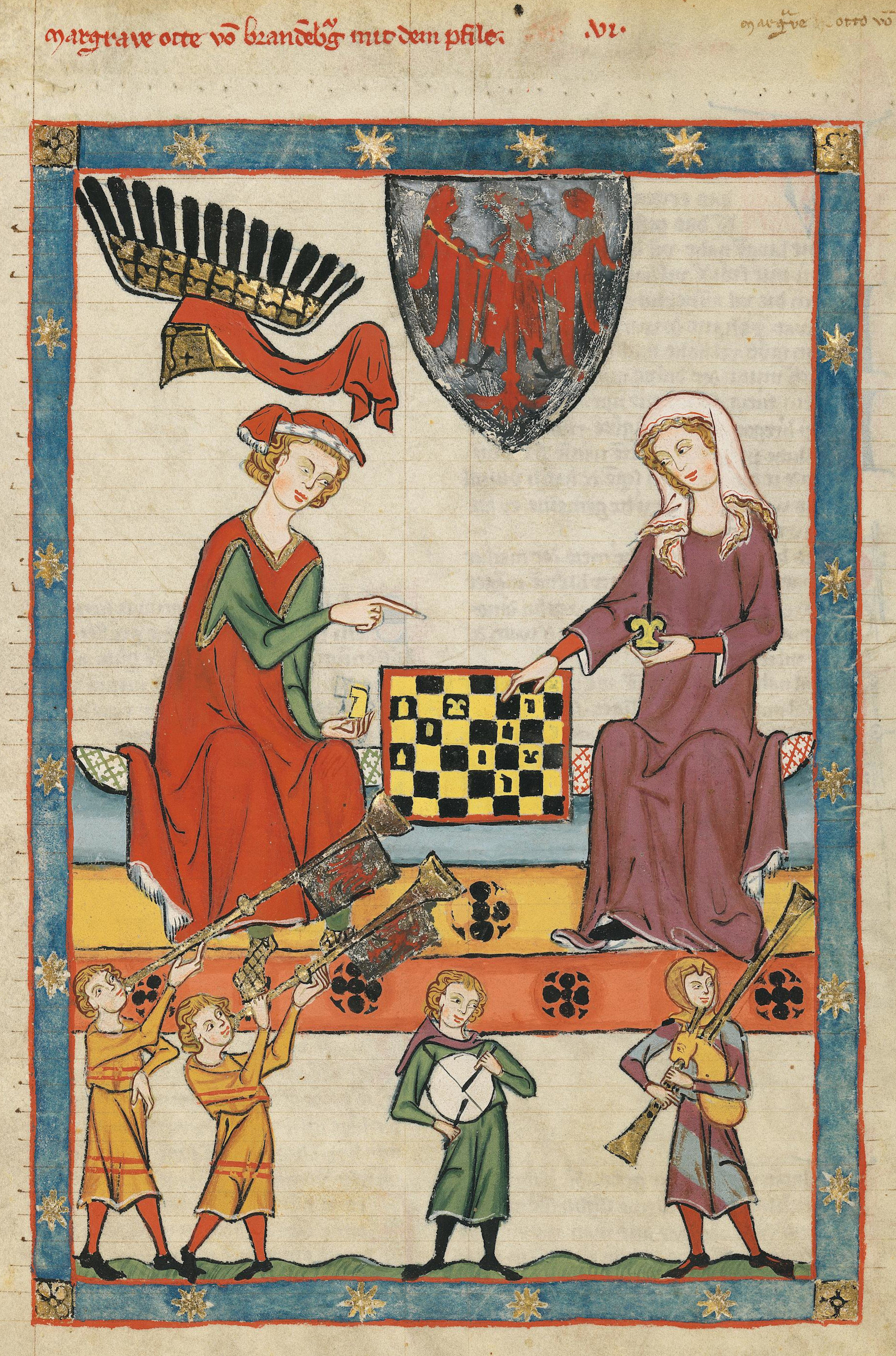
Otto IV van Brandenburg, in de Codex Manesse (ca.  1300), schakende met een dame, mogelijk zijn vrouw.

In feite worden vrouwen nergens in de literatuur van tot de 15e eeuw een ondergeschikte rol in het schaakspel toegedicht, noch werd er denigrerend gesproken over haar schaaktalent. Het schaakspel was traag (de stukken konden slechts een tot drie velden verplaatst worden) en was daarom een ideaal gezelschapsspel gedurende de langzaam voorbijgaande winterdagen. Het spel leende zich voor een gelijkwaardige strijd tussen de seksen. Het diende als excuus voor interactie zonder dat het argwaan van derden wekte: in hogere kringen werd het schaakspel gezien als een legitiem middel om de tijd te verdrijven én elkaar in een afgezonderde kamer te ontmoeten.

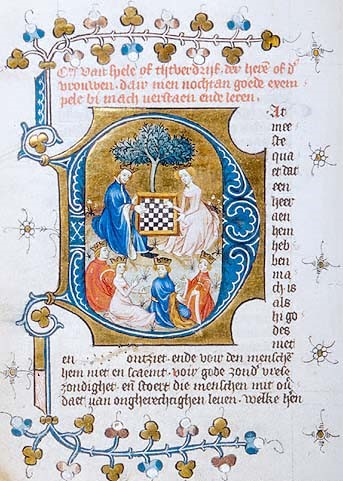
Pagina uit Tafel van den kersten ghelove dat verwijst naar het Livre des Eschez amoureux (15e eeuw)

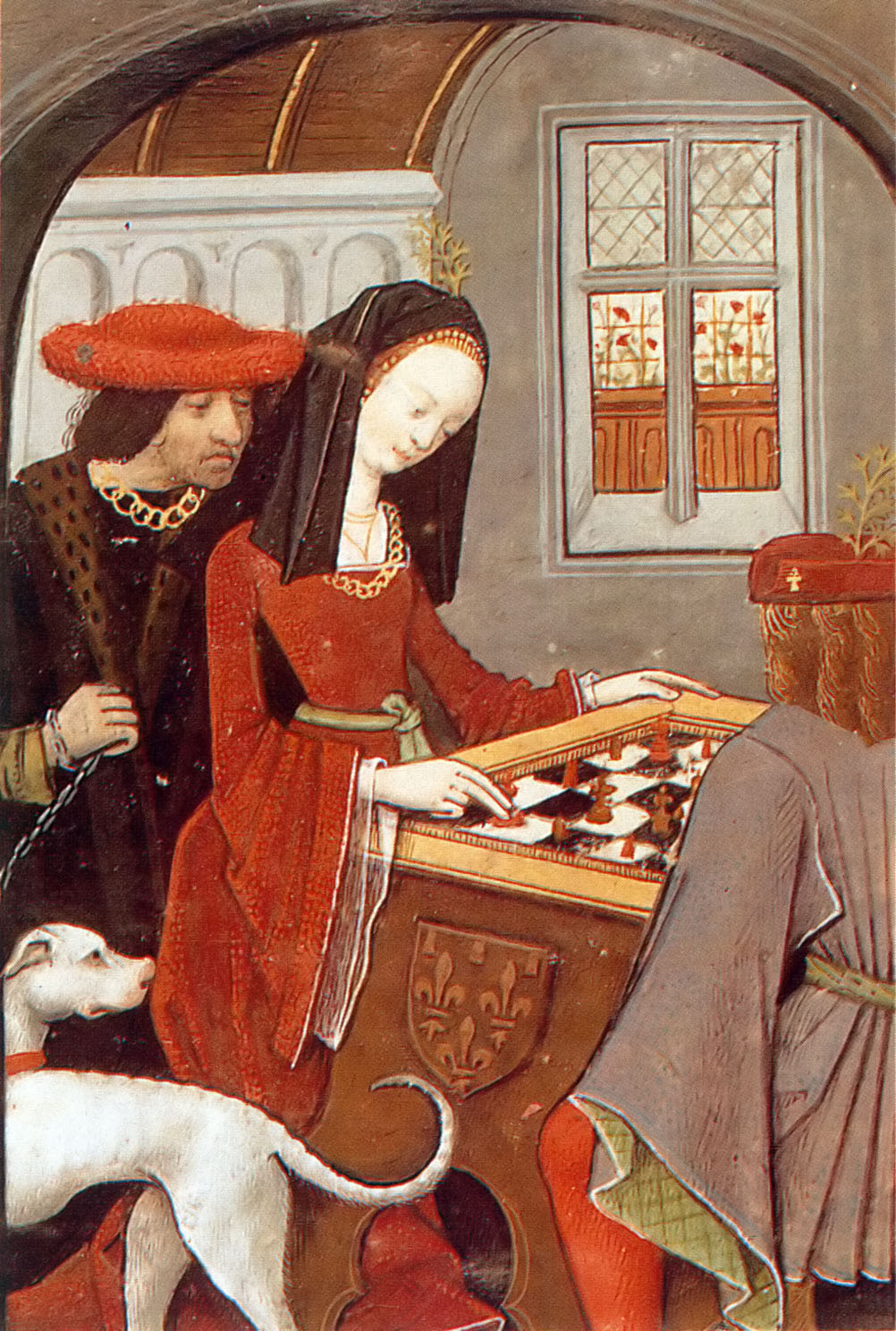
Frans van Angoulême speelt schaak met zijn zus Margaretha van Valois, Livre des Eschez amoureux moralisés

Het schaken stond symbool voor de galante interactie tussen geliefden en dat kwam tot uitdrukking in de literatuur, waar het schaken symbool stond voor de liefde: Het oudst bekende voorbeeld hiervan is een miniatuur uit een handschrift van de Tafel van den kersten ghelove van Dirc van Delf uit 1404. Van Delf was zeer vertrouwd met de Livre des Eschez amoureux moralisés (1390) van Évrard de Conty (?-1405), dat de avonturen van de protagonist in het toen beroemde boek in de tuin van de liefde beschrijft: "Het verhaal van de 'Eschez amoureux' opent met een schaakpartij tegen een jonkvrouw wier schoonheid voor haar capaciteit in het spel niet onderdoet. Er ontwikkelt zich een strijd, waarbij elke zet allegorische betekenis heeft, en het spel in zijn geheel het verloop van de liefde symboliseert."

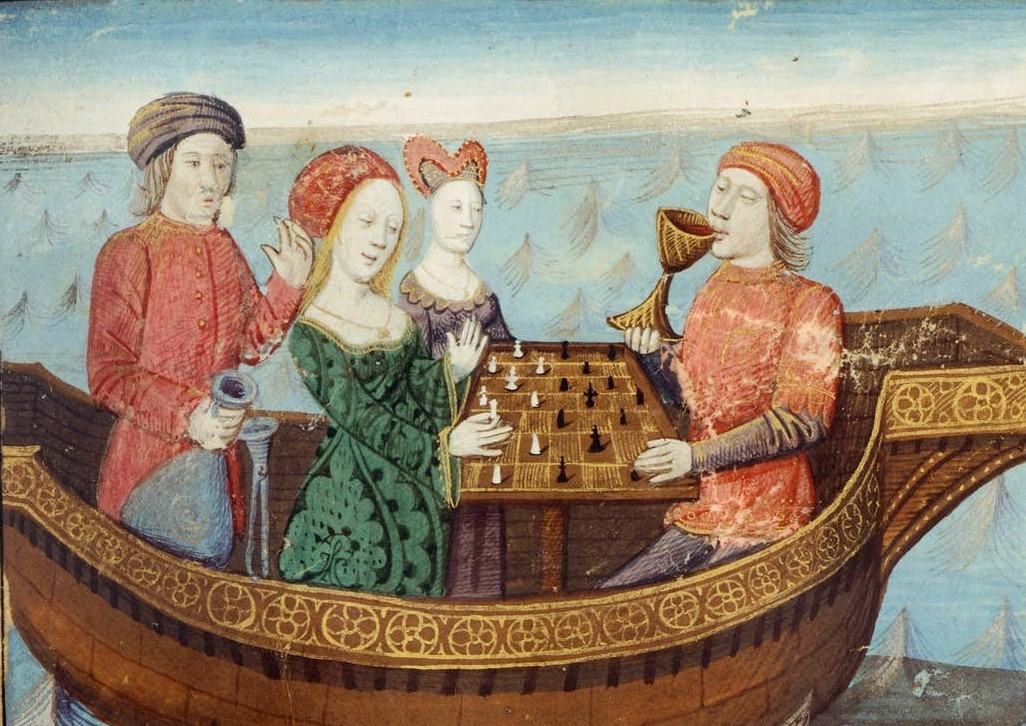
Tristan en Isolde spelen schaak en drinken de liefdeselixer. (Afbeelding uit 15e eeuw)

Het schaakspel in de literatuur kon dienen om de hulpeloosheid van de verliefde minnaar, en de onaantastbaarheid van de geliefde te benadrukken. Het spel bood een literair middel om de spanning tussen geliefden vorm te geven. In de legende van Tristan en Isolde speelden de geliefden schaak.

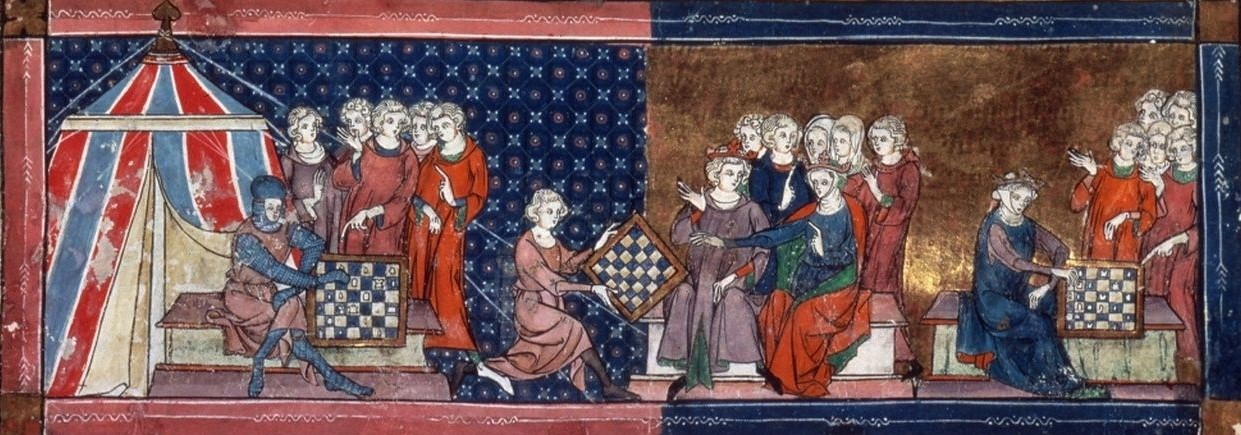
Het door Lancelot overwonnen magische schaakbord wordt aan Guinevere geschonken. (Afbeelding uit 14e eeuw)

In de legende Lancelot en het magische schaakbord van Lancelot en Guinevere betrad Lancelot 'het bos zonder terugkeer' dat gevuld was met wonderen die de bezoeker in het bos vast zouden houden. Lancelot overwon alle wonderen waaronder een magisch schaakbord dat onverslaanbaar zou zijn en bevrijdde zodoende het bos van de betovering en hij stuurde het schaakbord als cadeau naar Guinevere, de vrouw van koning Arthur.

Duidelijk is dat het schaken niet uitsluitend met hoofse liefde geassocieerd werd. Literatuur uit het begin van de 13e eeuw verhaalt echter van een schaakpartij tussen Huon de Bordeaux en de dochter van koning Yvorijn. Huon pochte over zijn vaardigheid in het spel, en de koning liet hem spelen tegen zijn dochter, een kampioene die al vele grote mannen verslagen had. De inzet was dat als Huon verloor, het zijn hoofd kostte. Won hij echter dan mocht hij een nacht met de dochter doorbrengen. Al spelende werd zij verliefd op hem en verloor zij de schaakpartij doelbewust, dit tot ongenoegen van haar vader. Huon was echter verliefd op een derde en was bereid de weddenschap door de koning te laten afkopen.

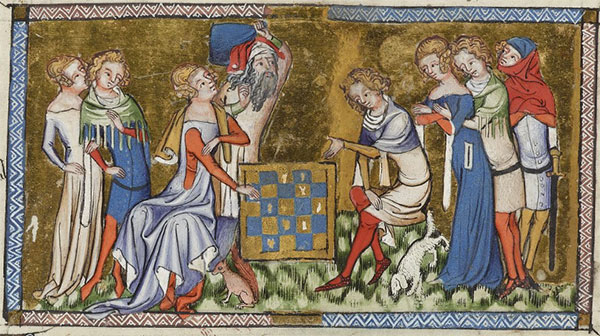
Fezonas en Cassiel le Baudrain spelen schaak in Vœux du paon (14e eeuw)

In het 14e-eeuwse gedicht “The Avowyng of King Arthur” leidde het schaken rechtstreeks tot seksuele daden: koning Arthur speelt op een gegeven moment schaak met een nobele dame, waarbij ze zich gezamenlijk op de rand van het bed zouden vlijden om te schaken tot het ochtendgloren. De in het gedicht herhaaldelijk genoemde 'mating' (in het Engels is 'to mate' een homoniem dat zowel 'de koning mat zetten' als 'paren' kan betekenen) was een niet al te subtiele verwijzing naar een nacht waarin de liefde werd bedreven.

### Renaissance

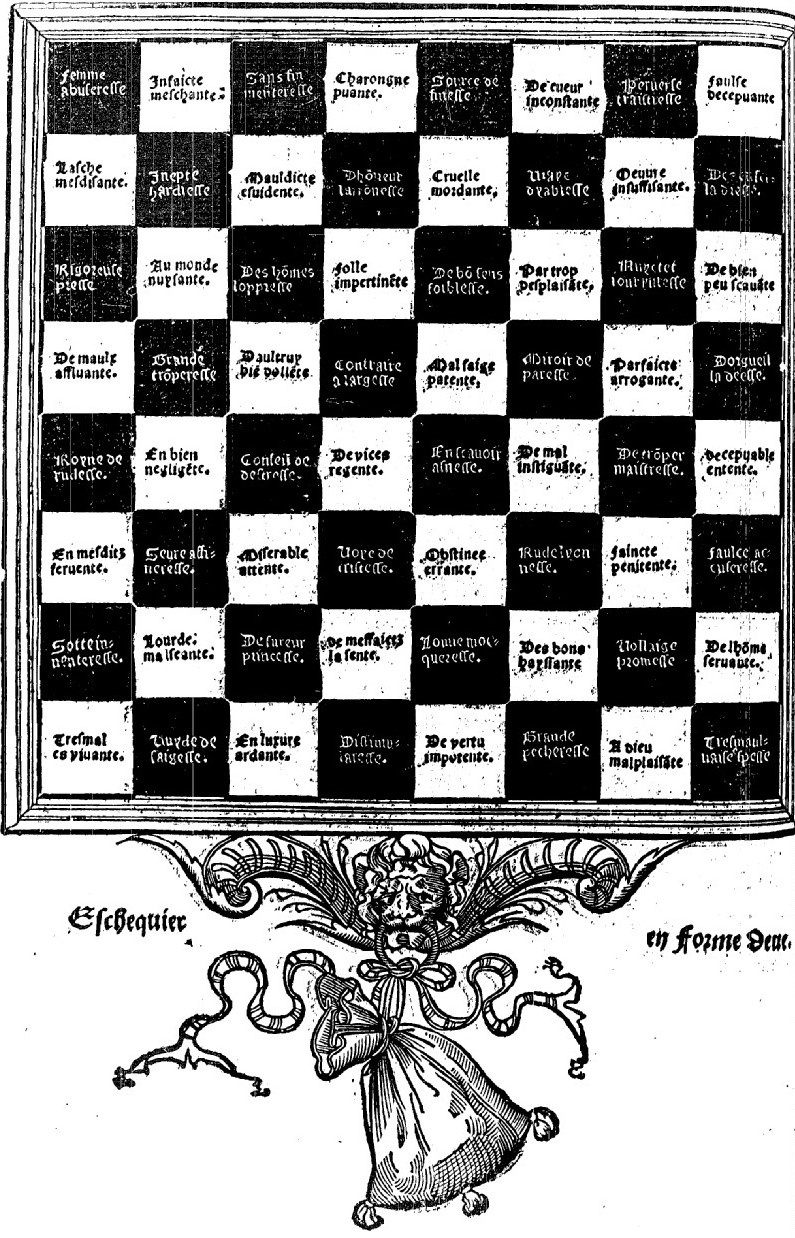
Dupont creëerde een schaakbord-gedicht met in elk veld een ander grove minachtende term voor vrouwen.

In de 15-eeuw krijgt de dame op het bord de macht zoals we dat heden kennen. De literatuur van destijds lijkt er een beetje van in een stuip gelegen te hebben: een van de eerste reacties op deze ontwikkeling in de spelregels is te vinden in een 1493 versie van het Cessolis-manuscript, waarin de erkenning dat de dame de eigenschappen van zowel loper en de toren heeft verkregen, vergezeld wordt met de tegenstrijdige vermelding dat ze niet de eigenschappen van de ridder (het paard) krijgt omdat ze vanwege haar fragiliteit geen wapens zou kunnen dragen.
Als gevolg van de schijnbaar abrupte toename van de macht van de dame op het bord werd het schaakspel in die tijd in het Italiaans scacchi de la donna of scacchi alla rabiosa; in het Frans eschés de la dame of echés de la dame enragée genoemd. Op zijn Nederlands: (doorgeslagen) dameschaak.
Gratien Dupont was een misogynist wiens afkeer voor vrouwen getriggerd werd door deze machtstoename van de dame op het schaakbord. Hij schreef in 1534 het boek Controverses des sexes masculin et femenin (Controverses van het mannelijk en vrouwelijk geslacht) waarin "op ingenieuze wijze" een dichterlijk betoog wordt gehouden over hoe slecht vrouwen wel niet zouden zijn. Dit boek bevat tevens een afbeelding van een schaakbord met op elk veld een schofferende term voor de vrouw. De witte velden bevatten zinsneden die rijmen op -ante of -ente: De vice regente (“Regente van slechtheid”), Par trop deplaisante (“Zeer onplezierig”), Folle impertinente (“Knettergek”), Cruelle mordante (“Wreed bijtend”), En bien negligente (“Zeer verwaarlozend"), etc. De zwarte velden bevatten zinsneden met worden die rijmen op -esse: Femme abuseresse (“Misbruikende vrouw”), En sçavoir asnesse (“leert als een ezel”), Sans fin menteresse (“Eindeloze leugenaarster”), Vraye diablesse (“Werkelijk duivels”), etc. Hiermee framede Dupont een uitermate negatieve beeld van de macht van de dame op het schaakbord.
Hoewel Dupont niet de enige was met misogyne trekken, kreeg hij het lid op zijn neus voor zijn bespotting van het gynocentrisme, wat toch de dominante maatschappelijke kijk bleek te zijn. Enige kritiek om het gynocentrisme kon, maar moest verdekt: de meeste Querelle schrijvers waagden zich alleen aan het diplomatiek bekritiseren van vrouwen nadat zij hun persoonlijke status ten gunste van vrouwen publiekelijk bevestigd meende te hebben gezien.
Overigens was het niet slechts misogynie dat de klok sloeg. In dezelfde periode leken vrouwen in Engeland juist op een voetstuk geplaatst te worden. In 1525 werd de Scacchorum Liber geschreven, waarin de eerste trekken van een schaakgodin gevormd werden... Twee eeuwen later zou dit personage uitgroeien tot Caissa, die haar faam uitgerekend in Frankrijk zou verkrijgen nadat het uit het Engels vertaald werd.

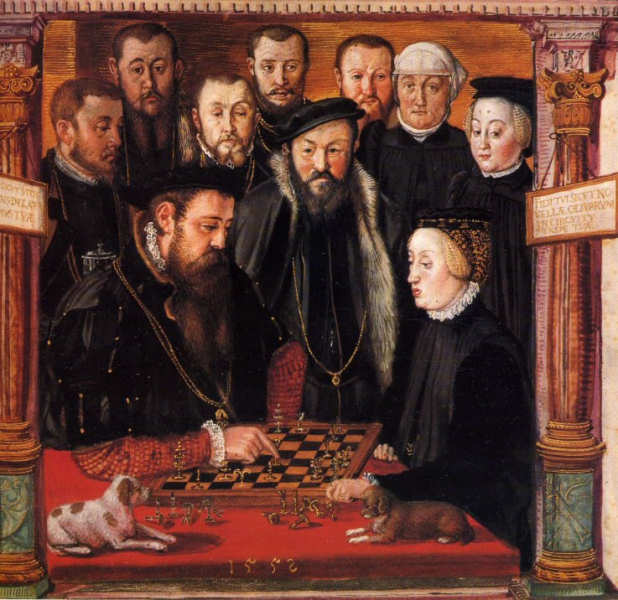
Een schaakpartij tussen Albrecht V van Beieren en zijn vrouw Anna van Oostenrijk (1552) door Hans Muelich

Het was na de late middeleeuwen dat de rol van vrouwen nadrukkelijker aan het huis en de opvoeding van kinderen werd gekoppeld. Dit had op het schaakspel aanvankelijk geen invloed: de vrouw des huizes kon met hartenlust met haar man een potje schaken.

Tegen de tijd dat het schaakspel een gemeenschappelijke gezelschapsspel werd, waarbij de man zich buitenshuis kon vermaken, maar de vrouw aan het huis gebonden was, werd het regelrecht ongepast voor vrouwen buiten de deur zich aan het spel te wijden. Pas toen de emancipatie aan het einde van de negentiende eeuw begon door te dringen konden vrouwen zich weer enigszins buiten de deur met derden in het schaakspel konden meten. De maatschappelijke rolverdeling had vrouwen echter op een achterstand gezet. Zij hadden veel minder gelegenheid om zich werkelijk in het spel te ontwikkelen.

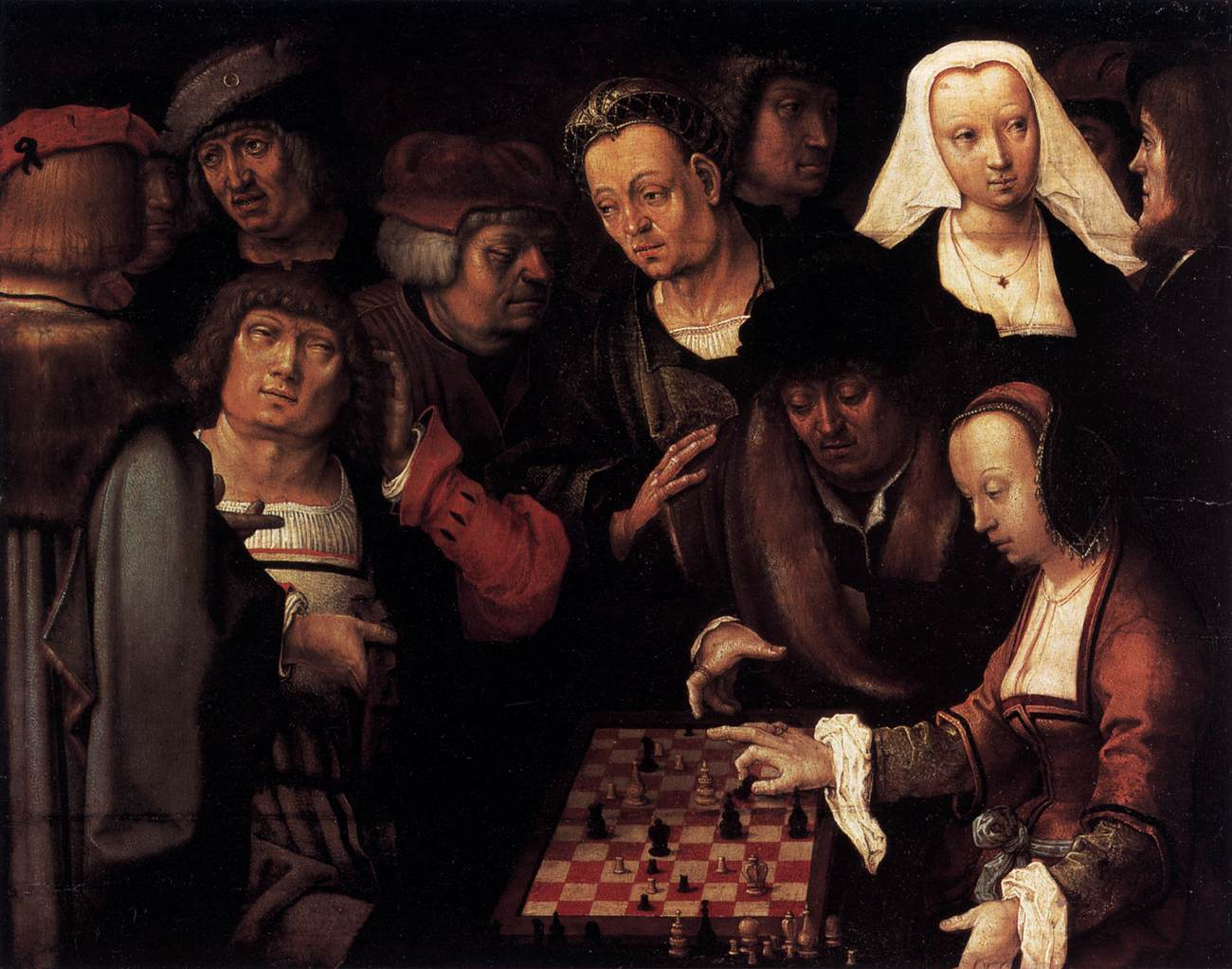
De Schaakspelers (1508) van Lucas van Leyden. Hier wordt overigens courier gespeeld, een variant van het schaakspel.

Het schilderij van Lucas van Leyden ‘De schaakspelers’ uit 1508 heeft niets meer met de idylle van de middeleeuwse ridderlijkheid te maken. En de interpretaties van dit schilderij variëren van als ware het een symbolische betekenis van een bijna ruwe erotiek tot arglistige en geslepen tronies die elkander aangluren en aan het kibitzen zijn. Rationeel gezien lijkt het simpelweg op een partijtje schaak, waarbij het de dame niet goed afgaat blijkens de tevreden blik in het gezicht van haar opponent. Een toeschouwer probeert haar te adviseren, terwijl een andere man hem van tussenkomst probeert te weerhouden.

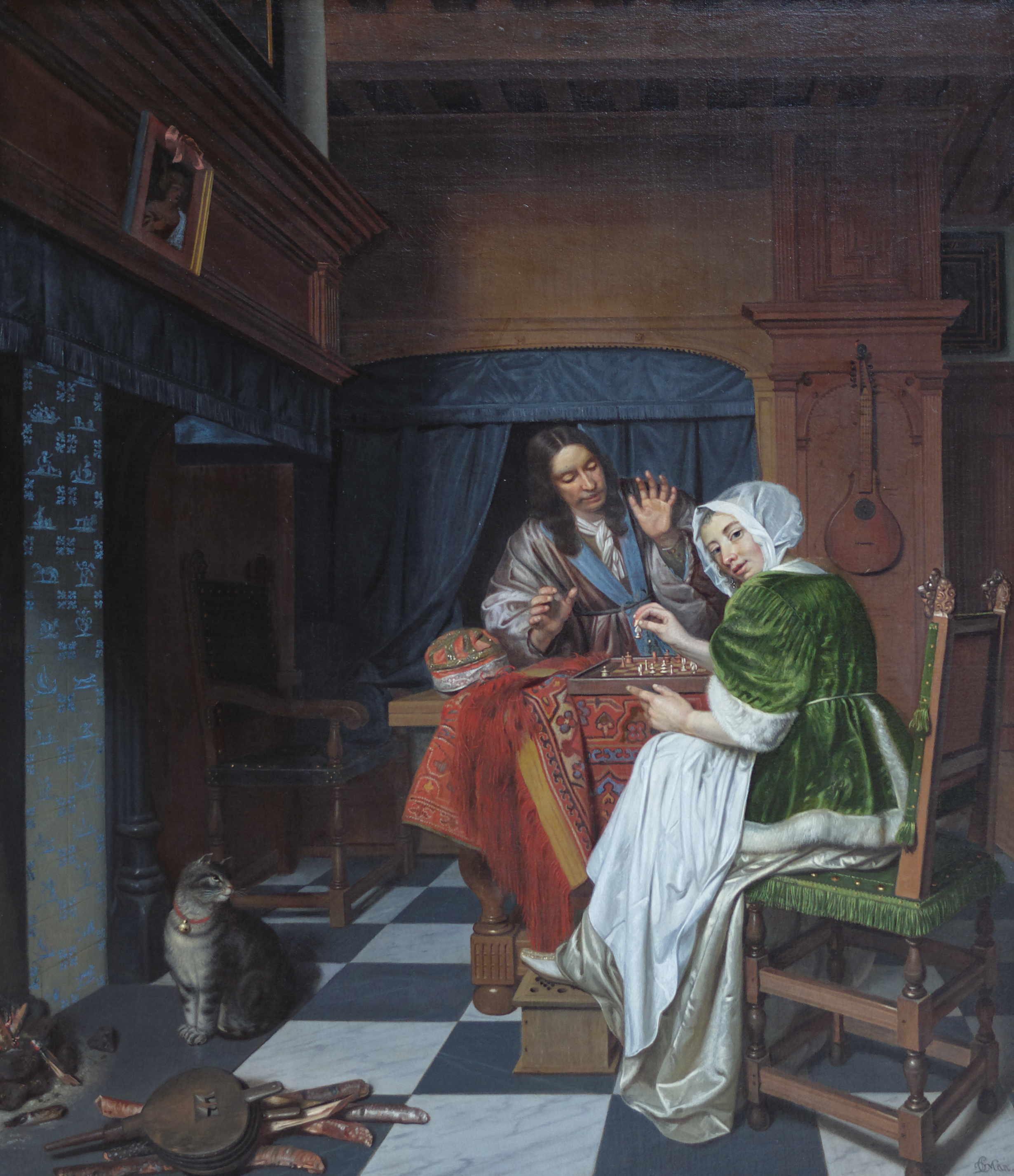
Het schaakspelende paar (ca. 1670) van Cornelis de Man

De verruwing van de hoofse liefde in de middeleeuwen naar bijna platte erotiek in de latere eeuwen komt overeen met de visie van De Jongh op een schilderij van Cornelis de Man. De Jongh stelt: ‘Het schaakspel als metafoor van de liefde is afkomstig uit een hoofse cultuur en droeg daar oorspronkelijk de kenmerken van. In de loop van de tijd zou dit beeld worden gevulgariseerd. Het schilderij van De Man, uit de tweede helft van de zeventiende eeuw, is een product waarvan de inhoud werd afgestemd op de meer triviale smaak van een burgerlijk publiek.’ De Jongh wijst daarbij op enkele clichématige details (de naar de vrouw opkijkende kat, het snaarinstrument aan de lambrisering en de blaasbalg voor de open haard) die in de genreschilderkunst vaker gebruikt worden in de erotische context. Deze details, gevoegd bij de veelbeduidende blik van de vrouw, de in verlegenheid gebrachte man, de informele kleding en de geopende bedstede, zorgen ervoor dat de boodschap overkomt.

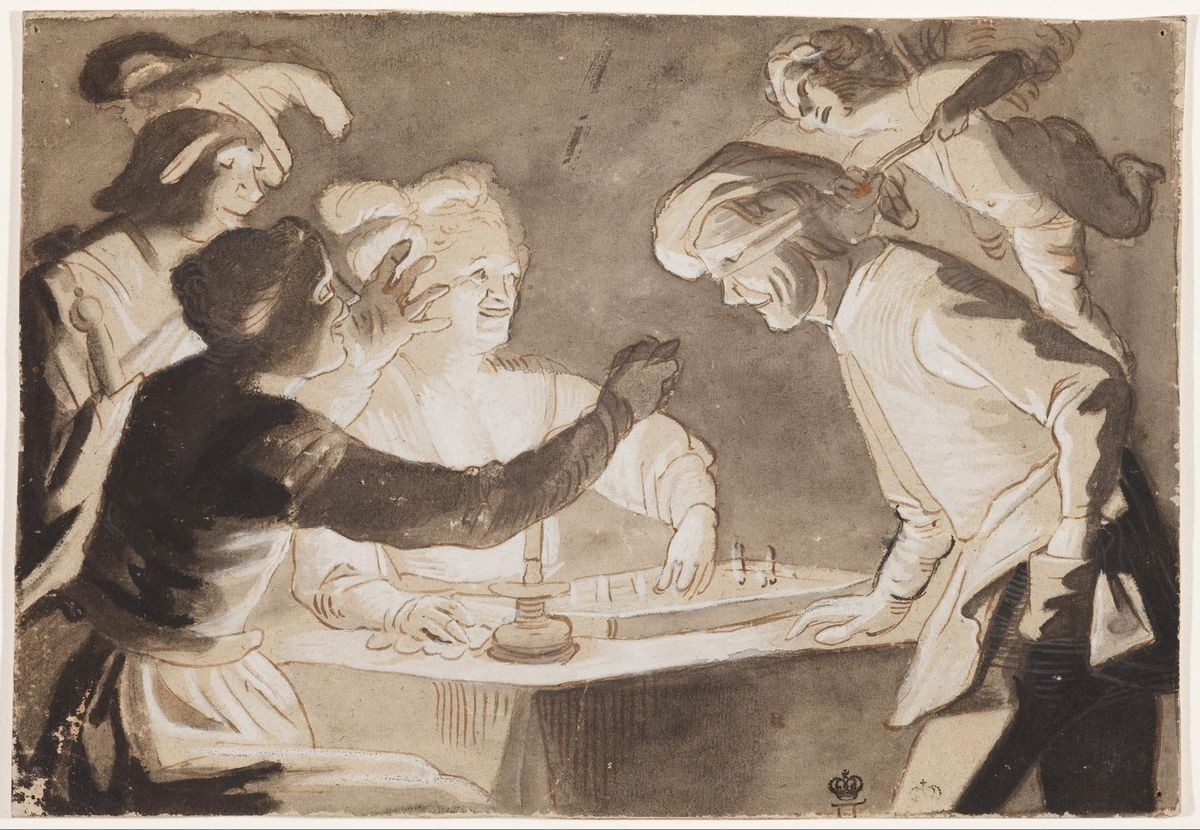
Schakers (ca 1625) van Gerard van Honthorst

Nog duidelijker is de bedoeling aanwezig in de tekening van Gerrit van Honthorst (ca. 1625). ‘De man, wiens ogen door een aanvliegende cupido worden geblinddoekt, tast naar zijn beurs. Door de liefde verblind, zal hij niets anders dan een domme zet kunnen doen. Hij heeft zijn partij bij de hoeren al verloren.’ Het begrip ‘liefde’ moet vanwege de beurs en de zinnelijke betekenis van de cupido niet te romantisch voorgesteld worden.
Gedurende de Franse revolutie daagt in het café de la Régence een jongeman Robespierre uit voor enkele partijen schaak. Robespierre wordt van het bord gespeeld, de jongeman blijkt een jongedame te zijn die als beloning gratie voor haar veroordeelde verloofde eiste.

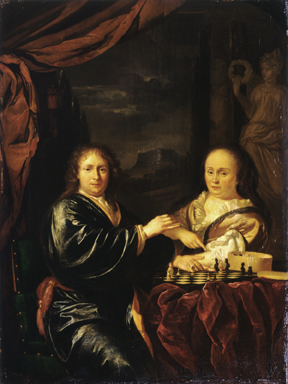
Paar bij het schaakspel (1680) van Adriaen van der Werff

In het schilderij Paar bij het schaakspel van Adriaen van der Werff kan de stand van het spel gereconstrueerd worden: de zwarte koning van de vrouw blijkt te zijn mat gezet door de witte dame van de man. Beiden wijzen op het resultaat van de laatste zet. Het paradoxale daarbij is dat achter haar een beeld van de Overwinning staat. Hieruit kan geconcludeerd worden dat de overwinning van de man geen echte overwinning is en dat zij zijn koningin is en degene die uiteindelijk triomfeert. De vrouw wijst echter naar de zwarte dame die de witte dame kan slaan waarna zwart wint. Dit kan de betekenis van het beeld van de overwinning zijn op de achtergrond zijn. Wanneer naar de erotische betekenis gezocht wordt kan men zich afvragen of de vrouw de witte dame zal slaan of het daarbij zal laten. Er is echter ook vanitas-symboliek in het schilderij door de aanwezigheid van de gevulde schaakdoos. Het overwinningsbeeld verwijst mogelijk daarnaar: de dood overwint alle zinnelijke genoegens van het leven. Met dat perspectief zou de vraag of de man of vrouw wint eigenlijk helemaal niet interessant zijn.

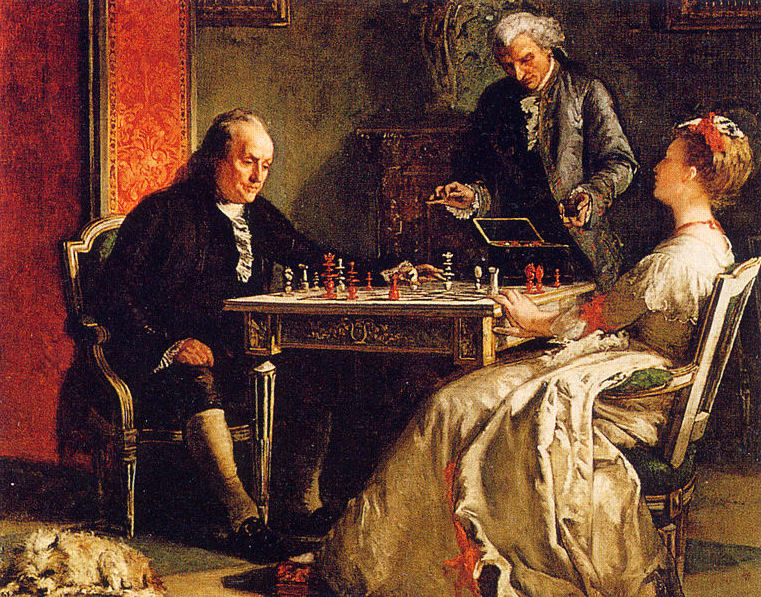
Caroline Howe geeft mat aan Benjamin Franklin (1867) van Edward Harrison May

De Amerikaanse diplomaat Benjamin Franklin was een enthousiaste schaker. Hij stond bekend om de vele uren die hij aan schaken spendeerde, in het bijzonder tegen mooie vrouwen. De schilderij waarin Franklin verliest van ene lady Howe toont een moment uit een anekdote dat onbedoeld de gendergap in die tijd op paradoxale wijze illustreert:
Lady Howe's affiniteit voor het schaken werd slechts gebruikt als excuus om de zaken van haar man te regelen: omdat Franklin een grote schaakliefhebber was, nodigde ze hem uit voor een potje schaak, gedurende welke ze hem om een gunst ten behoeve van haar man kon vragen. En passant versloeg ze hem, wat suggereert dat zij niet de eerste de beste schaakster was - zelfs al was bekend dat Franklin geen uitmuntende speler was.

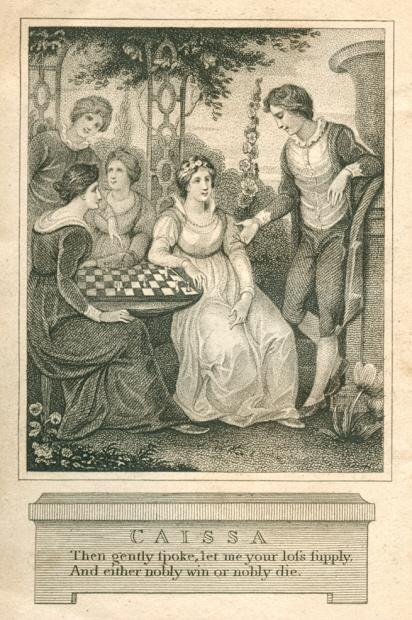
Een afbeelding uit de oorspronkelijke publicatie van Caïssa in 1763.

William Jones herbruikte het idee van Vida's gedichten in Caïssa or the Game of Chess -  a Poem (1763). Aangenomen wordt dat Jones's "Caïssa" een synoniem is dat is afgeleid van Vida's "Scacchia". Caïssa is de door de internationale schaakgemeenschap als muze, of schaakgodin, in de armen is gesloten. Het moet ingespeeld hebben op de behoefte van velen, want Caissa is symbool gaan staan voor het geluk en beschermvrouwe van het schaakspel. Een sentiment dat tot heden waarneembaar is: 

I've always thought that chess was invented by a goddess.
— George Koltanowski 

Catharine de Grote (1729 -1796) speelt in de context van vrouwenschaak een andere rol. Zij ook was een machtig persoon, maar dat was in Rusland, waar het schaakspel een iets andere geschiedenis kent dan in Europa: het schaakspel is rechtstreeks van de Perzen naar Rusland gekomen en daar is de vizier op het bord gebleven. Tevens werd in de achttiende eeuw reeds opgemerkt dat het schaakspel nog veel meer dan in Europa gespeeld werd en door zowel man en vrouw.

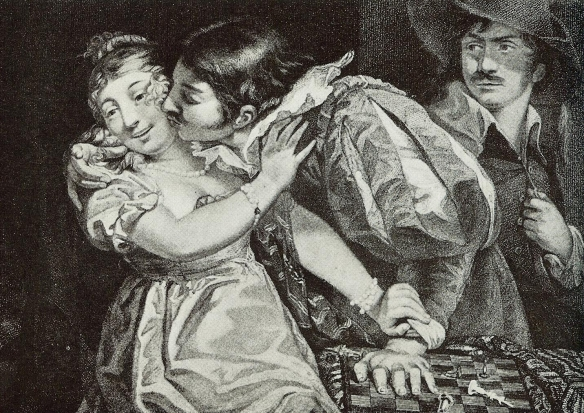
Beëindiging van een schaakpartij (ca 1840) van William Clerk

De gravure van William Clerk, Beëindiging van een schaakpartij (1840) komt ruim twee eeuwen na Van Honthorsts schakers, maar wordt door historici qua intentie aan Van Honthorsts schilderij gekoppeld: beiden suggereren enigszins gevulgariseerde kijk op het schaakspel, waarbij het doel van het spel de vrouw mee te krijgen lijkt te zijn. De gravure lijkt overigens een beetje uit de tijd, de kleding suggereert een tafereel van lang voor de 19e eeuw.

### 19e eeuw: tijdperk van het moderne schaken

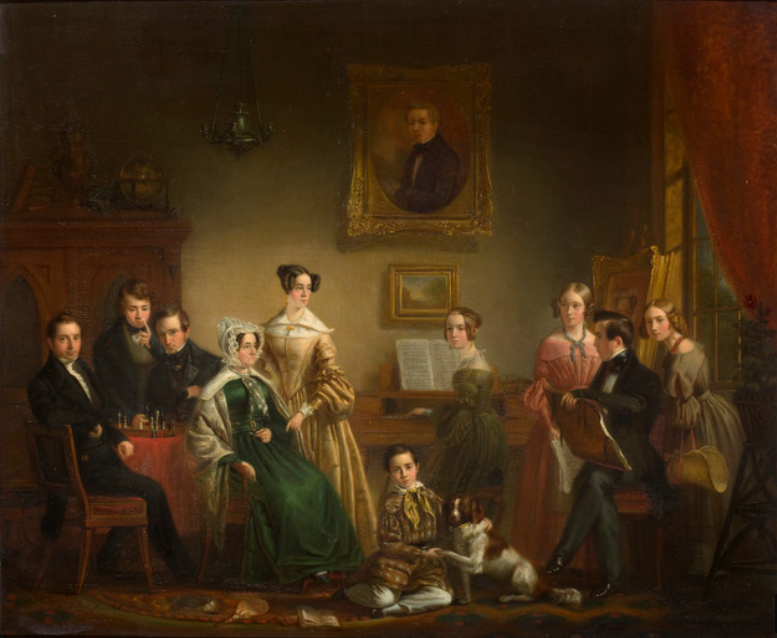
Zelfportret met familie (1838) van Cornelis Rogaar Snellebrand

In Nederland werd afkeurend neergekeken op schakende vrouwen, laat staan dat ze zich zouden mengen in herenverenigingen. Snellebrand illustreert met zijn Zelfportret met familie de 'klassieke' gender-rolverdeling zoals die aan het begin van de 19e eeuw in Nederland - althans tussen de gegoede burgerij - voorkwam.

Dit lijkt enigszins te contrasteren met de rol van vrouwen in bijvoorbeeld Engeland, waar zij geregeld als speelpartner van de man staat afgebeeld, zelfs al is het met enige verveling (zie afbeelding van Francis en Eliza Cumming), frivoliteit (zie afbeelding van Ellen Adderley en John Murray), of leergierige naïviteit (zie afbeelding van Koningin Caroline's tekenkamer). Kilburne maakte echter een schilderij genaamd A hopeless case waarin de man in een verloren stelling ten aanzien van zijn vrouwelijke tegenpartij beland lijkt te zijn. Van dit schilderij is een tweede versie gemaakt, dat A Game of Chess heet. Het buitenland zou dan ook voorlopen op Nederland in de ontwikkeling waarbij vrouwen weer meer in het spel terug zouden komen.

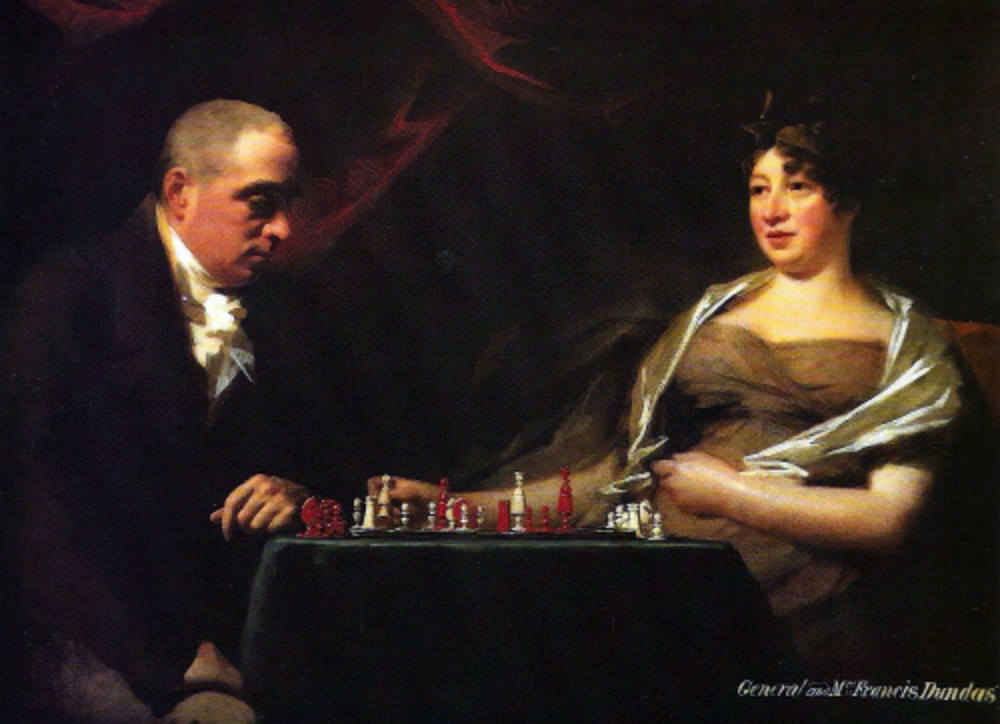
Francis en Eliza Cumming (1824)
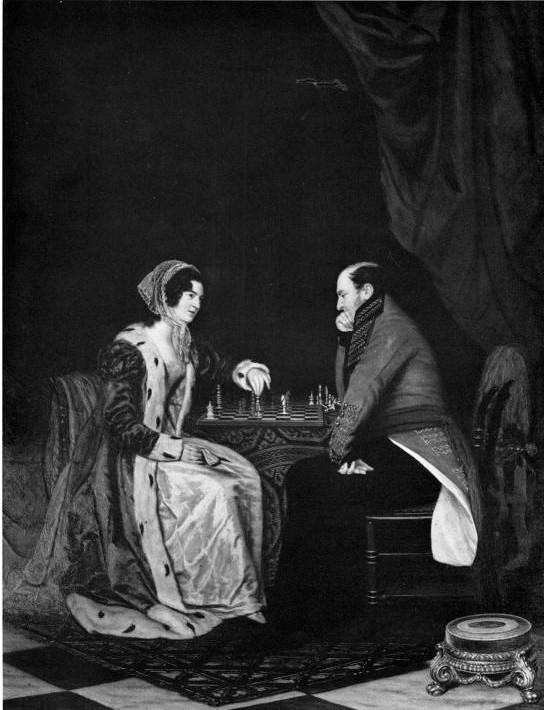
Ellen Adderley en John Murray (1800-1852)
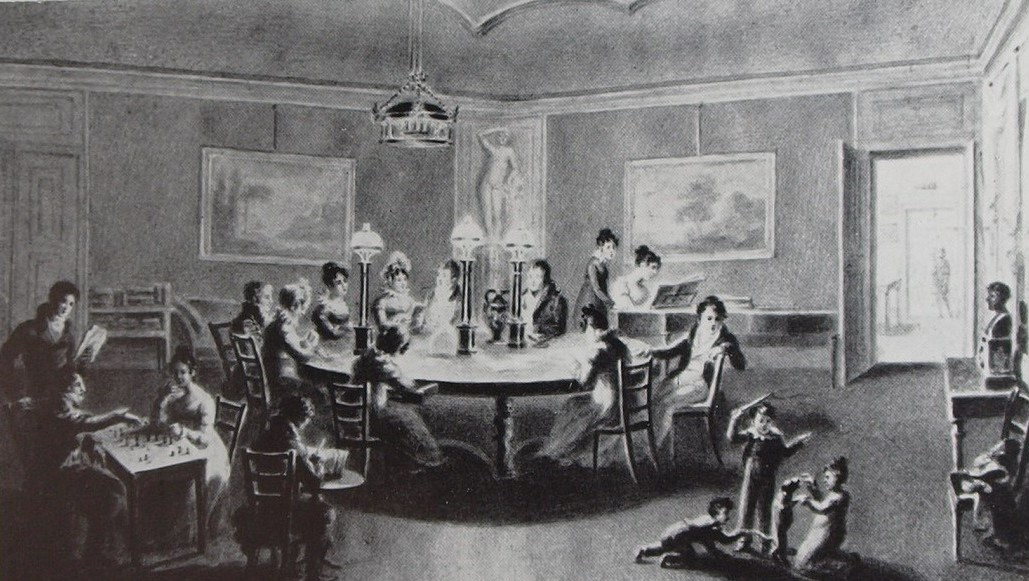
Koningin Caroline's tekenkamer (1815-1830)
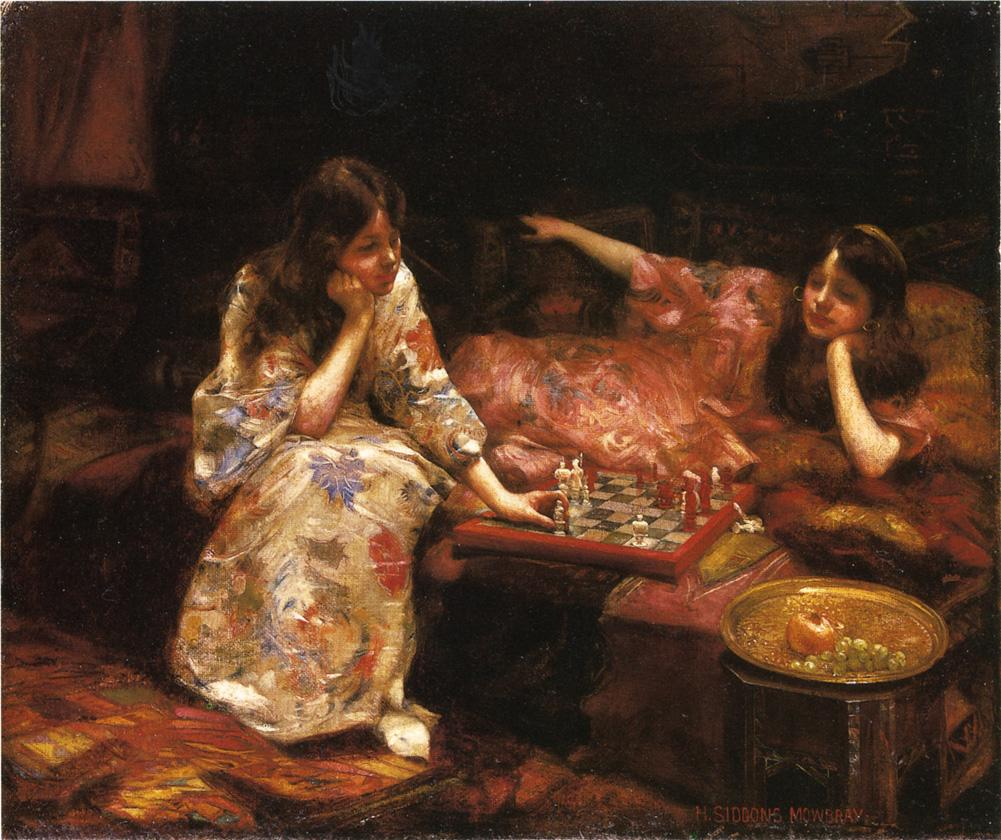
A game of chess (1890)
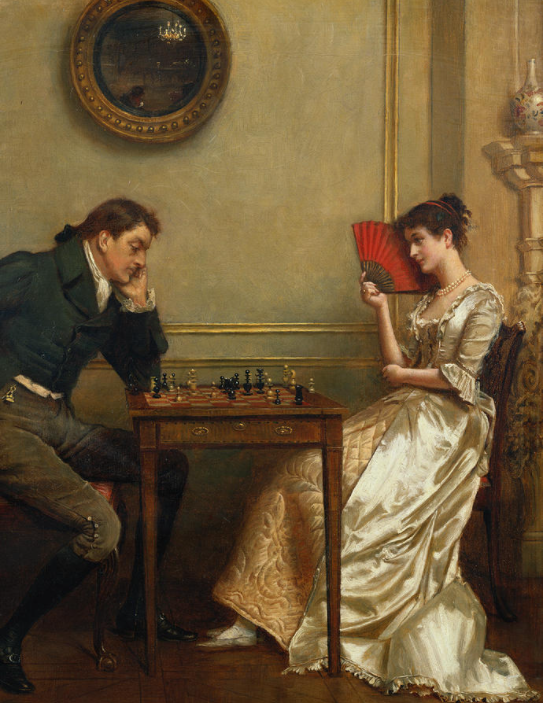
A game of chess (1900)[e]

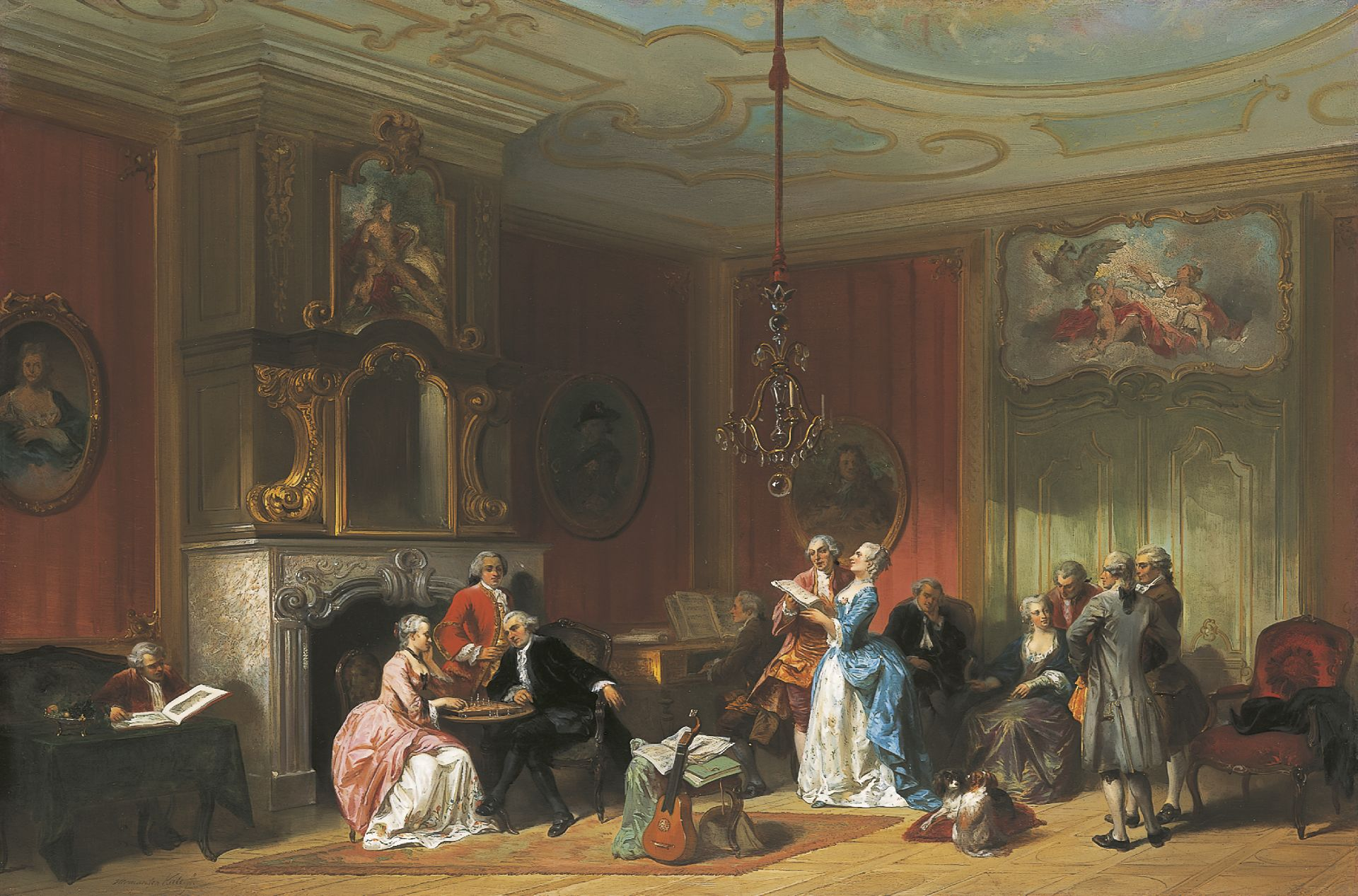
De muziekkamer (1857) van Herman ten Kate

Herman ten Kate 's 18e-eeuws salon lijkt hierop een positieve uitzondering: daar wordt een schaakpartij getoond waar de man en vrouw op gelijkwaardige wijze een serieuze strijd lijken te voeren.

### Introductie 'damesschaak'

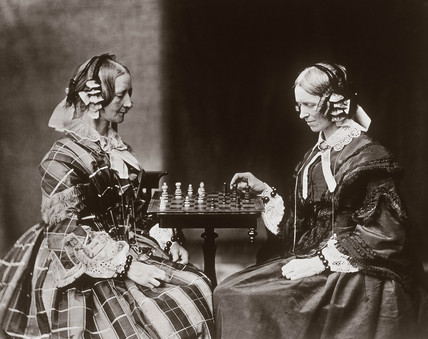
Schakende tantes van Lewis Carroll (1858, Engeland). Mogelijk de oudste foto ter wereld met schakende vrouwen.

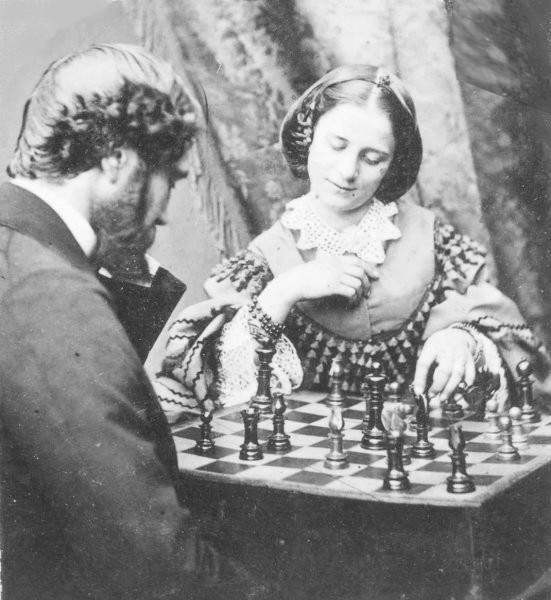
Schaakpartij (1860, Engeland).

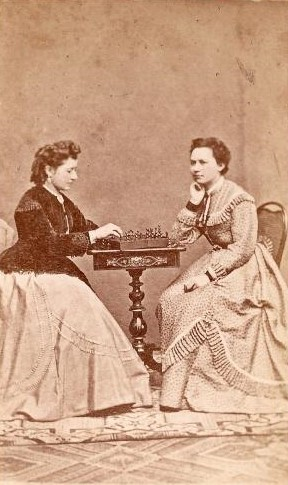
Schakende dames (1872, Linz).

Het fenomeen 'vrouwenschaak' is feitelijk ontstaan in de negentiende eeuw. Men sprak toen van 'damesschaak'. In die tijd werd het schaken overheersend gezien als een aangelegenheid exclusief voor mannen, die vonden dat vrouwen zich beter op huiselijke plichten moest richten. Schaken in schaakverenigingen was een mannenwereld. De eerste Nederlandse damesschaakvereniging - opgericht in 1864 - werd dan ook spoedig de grond ingeboord en opgedoekt.
Mede als gevolg van deze vrouwonvriendelijke mentaliteit dat in de achttiende eeuw wederom de kop opstak, kregen vrouwen veel minder dan mannen de gelegenheid zich in het spel te bekwamen. Dus toen er maatschappelijke mogelijkheden ontstonden voor vrouwen zich meer te verdiepen in het schaakspel was het gemiddelde niveau veel lager dan die van de mannen. Het vrouwenschaak ontstond dan ook uit de behoefte van vrouwen zich in het spel te ontwikkelen door met elkander op vergelijkbaar niveau en zonder inbreuk op de etiquette te doen dat voorschreef dat man-vrouw interactie ongepast was.
Twintig jaar later, in 1880, lijkt de tijdgeest veranderd: schaakvereniging Van der Linde in Winschoten is de eerste die de wetsbepaling opneemt dat dames gewoon, buitengewoon en erelid kunnen worden. Er was echter nog geen vrouw die zich aanmeldde.

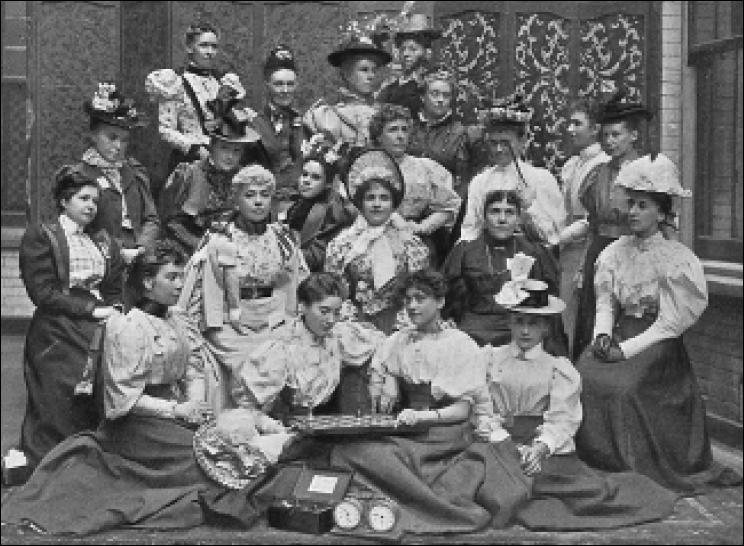
Het eerste Ladies’ International Chess Congress in 1897. Met Mary Rudge zittend links op de tweede rij. Lady Thomas en Louisa Fagan staan rechts achteraan.

In 1895 werd er voor het eerst een categorie voor vrouwen in het beroemde Hastings schaaktoernooi gehouden. In 1897 was er voor het eerst het Ladies' International Chess Congress, een internationaal damesschaaktoernooi, gehouden. Het niveau was bedroevend laag: de schaakkennis van de deelneemsters bleek vaak beperkt te zijn tot de beweging van de stukken en in enkele gevallen was zelfs dat te veel gevraagd. Het feit dat er een "beminnelijksheidsprijs" was hielp het imago van het vrouwenschaak niet.
Het vrouwenschaak in Nederland kwam op initiatief van "Mevr. de wed. Dr. L.F.A. Muller Thijm" aan het eind van de negentiende eeuw van de grond. De wervingscampagne was weinig emanciperend en reflecteerde meer de tijdgeest: vrouwen werden door Muller Thijm aangemoedigd te gaan schaken meer vanuit het "stand-by-your-man" gedachte, dan dat het goed voor hun eigen ontwikkeling zou zijn. De verenigingen die sindsdien van de grond kwamen ontstonden veel meer vanuit de gedachte van dat vrouwen met het beoefenen van het schaakspel hun echtgenoot konden onderhouden. Van de ruim 250 schaakverenigingen die in de Nederlandse 19e-eeuwse schaaklandschap bekend zijn kwamen er zo drie verenigingen voor vrouwen bij: Door Oefening Vooruit in Zutphen (1897), Damesschaakvereeniging in Utrecht (1897), Damesschaakvereeniging in Groningen (1898). In Den Haag was dus in 1864 reeds een vereniging die het eerste levensjaar echter niet heeft uitgezien en ander weinig succesvolle poging was aldaar in 1897.
In 1898 werd in Nederland de eerste nationale 'damesschaakwedstrijd' gehouden, met de steun van de schaakbond: "Het is niet meer dan onze ridderlijke schaakplicht het verzoek toe te staan. Het schaakleven bij de vrouwen is nog zoo'n zwak plantje, dat het ons aller bescherming behoeft, om niet weg te kwijnen".
Het algemeen niveau was echter zelfs voor die tijd zo laag, dat de schaaksters die met kop en schouder boven de rest uitstaken aansluiting zochten bij de mannen. Dat gold in de eerste plaats voor Suze Splinter, die zich in 1900 als eerste vrouw in de Nederlandse schaakgeschiedenis aansloot bij een herenschaakvereniging (Palamedes in Leiden), en Hendrica Jansen.

### 20e eeuw
De damesschaakwedstrijden verdwenen vroeg in de twintigste eeuw weer van het toneel toen het animo - met het wegvallen van Muller-Thijm - hiervoor weer ingezakt lijkt te zijn. Pas in de jaren 30 van de twintigste eeuw begon het weer op te leven.
De Belgische kunstenaar Marcel Duchamp scheen in 1927 de eerste week met zijn nieuwe bruid Lydia Levassor-Sarrazin door te brengen met de bestudering van schaakproblemen. Zijn vrouw, in een wanhopige poging om iets van de wittebroodsweken te redden, stond midden in de nacht op toen Duchamp diep in slaap was en lijmde de schaakstukken aan het bord vast. Ze waren drie maanden later gescheiden. Het is een van de eerste voorbeelden uit de moderne schaakgeschiedenis waarin de man zich onderscheidt door zijn natuurlijke neiging zo obsessief met het spel bezig te zijn, dat hij de draad van het dagelijkse leven uit het oog verliest.
Duchamp haalde voorts de voorpagina's toen hij in 1963 schaakte met de naakte Eve Babitz, een twintigjarige studente en kunst-groupie, in een zaal van het Pasadena Art Museum in Californië tijdens een overzichtstentoonstelling van Duchamps werk. De scene deed stof opwaaien, maar niet omdat dit provocatieve beeld seksistisch zou zijn - Historisch Surrealisme werd bekritiseerd om de patriarchale dominantie in de stroming, maar juist om het omgekeerde: dat Babitz het Surrealisme op de hak nam: de opmerkelijke verschijning van Babitz die ogenschijnlijk zo comfortabel naakt tegenover de toen reeds beroemde Duchamps zat en daarmee de Surrealistische ideeën te kijk zette met een feministisch kunstuitdrukking, dat wil zeggen waarin een vrouw de rol vervult die traditioneel door de man wordt vervuld, met chaotische en provocatieve resultaten. Hoewel deze foto een breed uitgemeten mediahype teweeg bracht, ging het eigenlijk om een ordinaire actie van Babitz die een ex wilde shockeren.

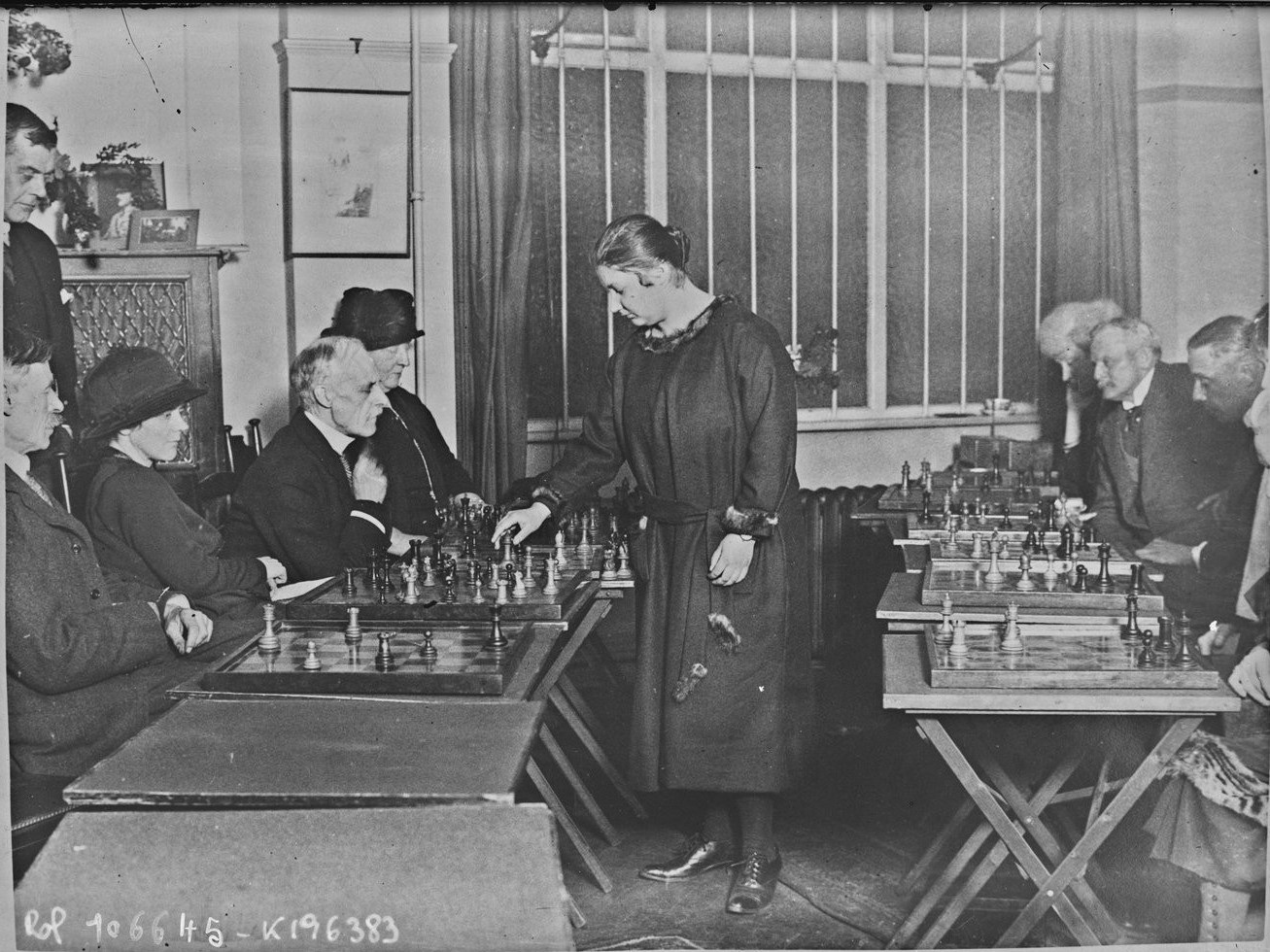
Menchik speelt simultaan in Londen (1926)

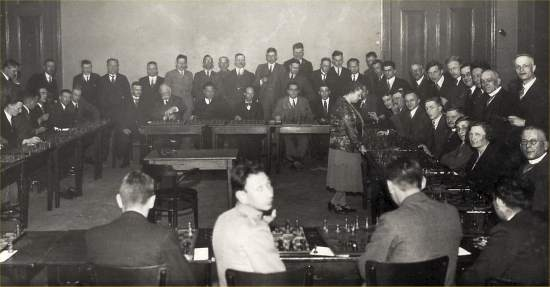
Simultaan van Menchik In Nederland, vermoedelijk in Den Haag 1934

Het gemiddelde niveau van vrouwelijke schakers zou door de maatschappelijke ontwikkelingen in de 19e en 20e eeuw bij lange niet die van mannen bereiken. Met de verwatering van de 19e-eeuwse etiquette dat man-vrouw interacties ongepast waren ontstond in het hoofd van de man een ander perceptie die de ontwikkeling van het spel van de schakende vrouw zou hinderen: het was gênant voor mannen met vrouwen te schaken, simpelweg omdat de dames niet zouden kunnen schaken. Dit ging zover dat in de schaakwereld de legende van "de club van Menchik" ontstond: Vera Menchik was de eerste schaakster die de grootste schaaksterren het leven zuur kon maken. Ze werd daarom uitgenodigd voor het beroemde Karlsbad schaaktoernooi van 1929 waar van oudsher alleen mannelijke schaakmeesters aan deelnamen. De mannelijke deelnemers waren hierover zo gegeneerd en zo overtuigd dat Menchik het schiethaasje zou zijn dat ze laatdunkend afspraken dat de eerste die van Menchik zou verliezen lid van de "Club van Menchik" zou zijn. Ironisch genoeg zou de grootmeester Albert Becker die dit voorstel gedaan zou hebben zelf prompt als eerste lid van deze club geworden zijn. Hij bleef niet lang alleen, onder andere Max Euwe en Reshevsky zouden hem volgen.

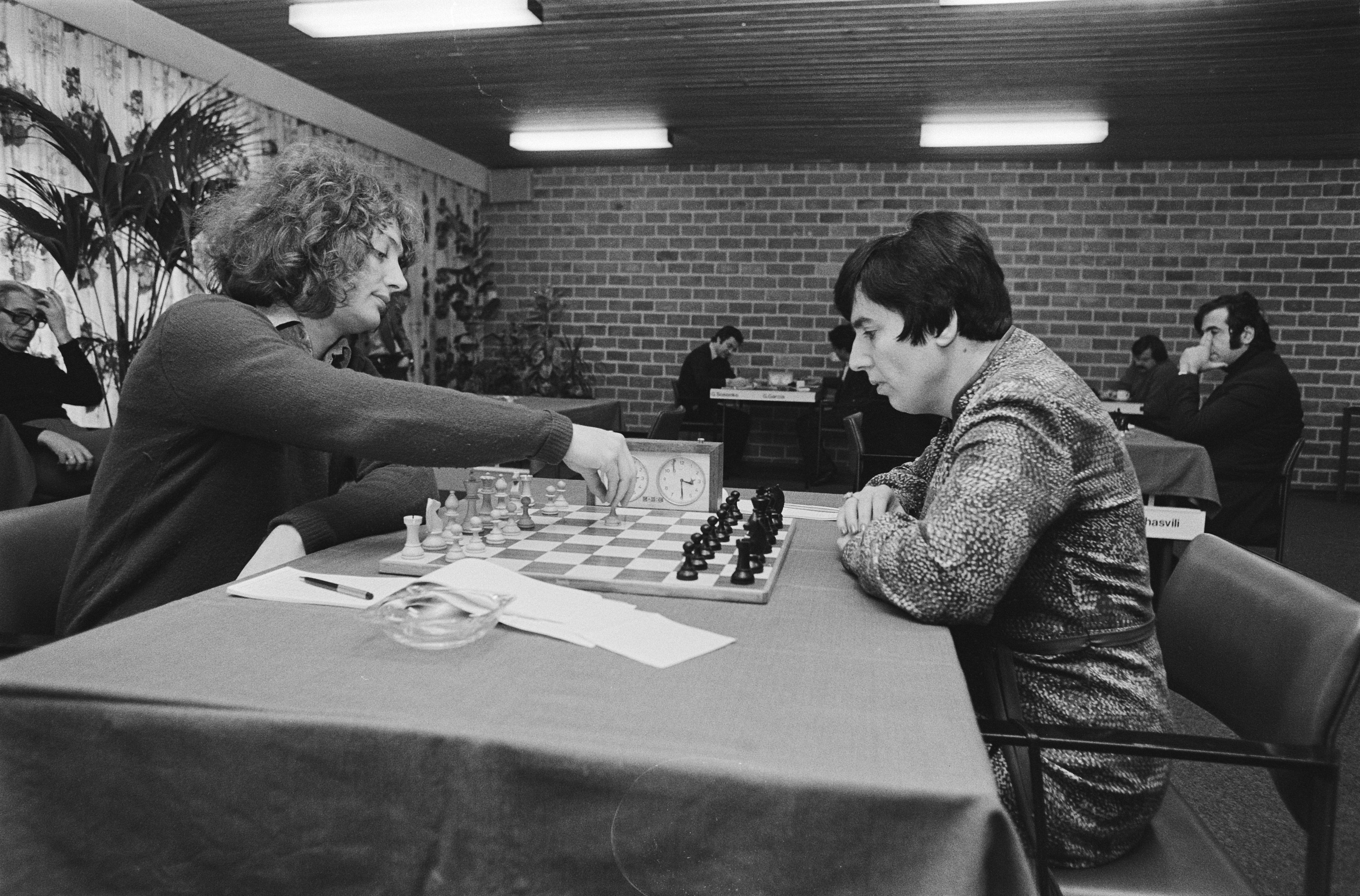
Timman-Gaprindasjvili, gedurende het Hoogovenschaaktoernooi van 1979

Met het verkrijgen van de Grootmeestertitel die tot 1978 uitsluitend aan mannen was gegeven was Nona Gaprindasjvili de eerste vrouw die deze volwaardige titel verkreeg. Ze speelde veelvuldig met mannen waaronder de wereldkampioenen Michail Tal, Boris Spasski en Viswanathan Anand. Ze was daarmee een baanbrekende schaker. Haar succes en imago kreeg echter een klap toen anno 2020 in de Netflix miniserie The Queen's Gambit naar haar verwezen werd als zijnde een schaakkampioene die nooit tegen mannen gespeeld zou hebben. Het was inderdaad een slechte dienst aan de vrouwelijke topschaker, die zich met zoveel moeite een gerespecteerde plek heeft moeten bemachtigen in het door mannen gedomineerde schaakwereld. Rond 2000 hebben sterke  speelsters nog vaak te maken met het mannelijke gevoel van superioriteit in het schaken en zijn gekrenkte ego wanneer hij verliest:

Wanneer mannen tegen me verliezen hebben ze altijd hoofdpijn... Of zoiets. Ik heb nog nooit een geheel gezonde man verslagen!
— Susan Polgar

## Perceptie van schakende vrouwen

### Aantal
Slechts vijf procent van de Nederlandse clubschakers is vrouw. Wereldwijd vertegenwoordigen vrouwen zelfs minder dan vijf procent van toernooischakers en slechts een procent van de top grootmeesters: In 2017 stond alleen Yifan Hou in de top honderd van 's werelds sterkste schakers. Bij een gemengde denksport zoals bridgen zijn er evenveel vrouwen als mannen. Alleen bij de dammers is de situatie nog schever dan bij het schaken. Het waarom van het lage aantal vrouwen die het schaakspel beoefenen vormt derhalve de basis van een decennia-oude discussie. Argumenten en verklaringen komen uit alle richtingen en zijn vaak doorspekt met stereotiepe seksistische gedachten:
- Mannen zouden het spel serieuzer nemen en "beter kunnen zwijgen met dingen, terwijl vrouwen goed verbaal omgaan met mensen".[6]
- Nigel Short zei dat de overheersing van het schaakspel door mannen het gevolg is van de testosteronwaarde dat bij mannen tien keer zo hoog is al bij vrouwen. Die lage waarde bij vrouwen zou volgens hem voor minder drang tot agressie en competitie zorgen, waardoor ze minder gauw geneigd zouden zijn zich als clubspeler in te schrijven.
- De freudiaanse psycho-analytische verklaring is het Oedipuscomplex, namelijk dat de man zijn vader, in het spel de koning, wil vermoorden en daarom de drang niet kan weerstaan om de koning mat te zetten. Dit zou dus meer mannen dan vrouwen aanzetten tot het schaken.[74]
- Desmond Morris geeft een evolutionaire verklaring voor het sekseverschil: mannen hebben een aangeboren oerdrift om complexe (jacht)strategieën te ontwikkelen. Het strategische spel schaken is een van de activiteiten die de functie van de jacht in het moderne leven hebben overgenomen.
- Op veel clubs heerst een mannenmentaliteit en is het niveau te hoog, wat meisjes doet afhaken.[19]
- Volgens De Hingh begint de genderongelijkheid binnen de schaaksport met een ‘participation gap’: een onderzoek toont dat schaken bij vrouwen vooral minder populair is omdat het idee bestaat dat ze alleen geschikt zijn voor die tak van sport als je 'geniaal' en 'man' bent, ofwel als je in het stereotiepe beeld van een goede schaker past: schaakwonders worden gemythologiseerd als ‘geboren’ talenten, en binnen de populaire cultuur staat schaken symbool voor grootse genialiteit. De belangrijkste reden waarom vrouwen niet gemotiveerd zouden zijn om te schaken is daarom dat de vrouw – of de mensen om hen heen – niet gelooft dat ze de aangeboren kwaliteiten bezit die nodig zijn om succes te hebben in het schaken.[75][76]
- Op de vraag waarom er zo weinig vrouwen schaken antwoordde Smyslov in 1946: "Ik veronderstel dat meisjes ook zonder het schaakspel lief zijn". Max Euwe antwoordde op deze vraag: "Omdat de dames iets beters te doen hebben".[19] Enkele decennia later zou Jan Timman Euwe met een vergelijkbaar antwoord echoën.[6] Een voorbeeld hiervan is dat veel vrouwen - evenals mannen - een ontspannende activiteit naast hun gezin, werk en studie nodig hebben. Maar als je schaakt, wil je het wel goed doen en jonge vrouwen hebben daar minder tijd voor.[19]
- De doorslaggevende factor lijkt echter te zijn dat vrouwenschaak simpelweg nog niet zo lang bestaat. De meest aannemelijke oorzaak hiervan is dat vrouwen in de negentiende eeuw als hoofd van de huishouding geen tijd hadden om zich de sport eigen te maken en amper deelnamen aan het openbare (verenigings)leven. Daarbij werd het beeld van de vrouw als opvoedster en verzorgster de norm, waaraan sindsdien decennialang aan is vastgehouden.[6]

Deze kleine aantallen blijken ook de voornaamste oorzaak te zijn van het hardnekkige idee dat vrouwen minder goed in schaken zouden zijn dan de mannen.

### Niveau / sterkte

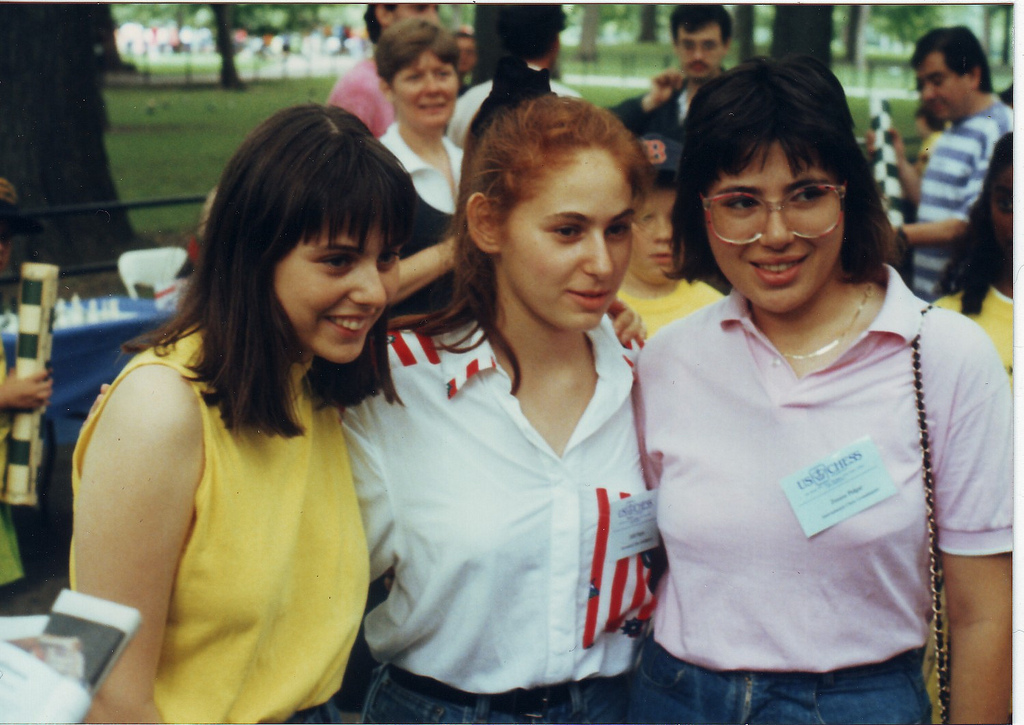
De zussen Sofia, Judit en Susan Polgar zijn een schoolvoorbeeld van dat een onbevooroordeelde faciliterende omgeving en training de sleutel zijn om het hoogste niveau te bereiken.

"Vrouwen kunnen niet schaken", een beroemde uitspraak uit 1968 van Hein Donner in Nederland, is ondanks bewijzen uit de neurowetenschap van het tegendeel een wijdverspreid doch archaïsch beeld dat onder zelfs de sterkste schakers ter wereld is blijven hangen. Als argument voeren ze diverse verschillen tussen de seksen aan om te verklaren waarom op topniveau bijna uitsluitend mannen spelen. Bobby Fischer, een schaaklegende, maar ook zeer controversieel wanneer het op zijn wereldbeeld aankwam, spande de kroon met zijn ongenuanceerde seksistische uitspraak betreffende vrouwen: "Er zijn geen vrouwelijke topschakers omdat vrouwen gewoon niet zo slim zijn. Ze moeten zich gewoon beperken tot het huishouden".
Er is nog altijd een veelvoud aan argumenten die het hardnekkige idee in stand houden dat vrouwen niet kunnen schaken, of in elk geval het niveau van de mannen niet gehaald kan worden. Niet alleen de eerdergenoemde statistieken, maar ook de door mannen gedomineerde schaakwereld; de mindset van de vrouwen zelf en maatschappelijke omstandigheden dragen bij aan deze perceptie.
Het gros van de redenen werd door Nigel Short in 2015 verwoord: Mannen zouden “hardwired” zijn om beter dan vrouwen te kunnen schaken. De storm van kritiek die hij hiermee over zich heen kreeg deed hem zijn uitspraak iets nuanceren. Zo legde hij uit;
- De testosteronwaarde is bij mannen tien keer hoger dan bij vrouwen, dus is het vanzelfsprekend dat bij vrouwen veel minder drang tot agressie en competitie is. Dit komt overeen met Tartakowers opmerking in 1921 dat vrouwen niet de meedogenloosheid of killersmentaliteit hebben om competitief te kunnen zijn.[58] Marleen van Amerongen beaamt dat het killersinstinct bij hun ontbreekt.[73]

Terwijl Short dus bekritiseerd werd voor zijn "hardwired"-concept, werden er nog diverse andere 'seksistische' redenen geopperd door vooraanstaande schakers en commentatoren waarom vrouwen minder goed zouden kunnen schaken:
- Het ontbreekt vrouwen aan concentratievermogen en originaliteit om goed te kunnen schaken, aldus een Saturday Review in 1906.[58]
- Vrouwen kunnen zich niet lang concentreren omdat ze gevoelig zijn voor externe factoren. Dit is het moederlijke instinct dat reageert op huilende baby's, aldus Gary Kasparov (die zijn uitspraak overigens later genuanceerd heeft).[77]
- Vrouwen zijn in het algemeen te emotioneel voor schaken. Als zij werkelijk op hoog niveau willen schaken, dan moeten ze hun karakter veranderen en natuurlijke instincten onderdrukken, aldus Aronian in 2008.[58]
- Vrouwen zouden te weinig rationeel en te gevoelsmatig zijn en denken niet wiskundig genoeg.
- Vrouwen behoren tot het zwakkere geslacht en zijn daardoor lichamelijk minder in staat een lange schaakpartij uit te spelen. Maya Tsjiboerdanidze zei dat schaken weliswaar een spel van de geest is, maar dat er bij een inspannende zitting van zes uur toch ook psychologische en fysiologische aspecten een rol gaan spelen. En de man is nu eenmaal lichamelijk sterker en wint dus aan het eind van de rit.[6]
- Volgens sommige voorvechters van vrouwenschaak hebben  vrouwen minder schaakinzicht, maar zijn zij intuïtief beter: ze spelen positioneler, niet zo agressief.[19] Dit in volkomen tegenstelling met Donner, die meende dat vrouwen juist géén schaakintuïtie hebben, voor hem een hoofdreden waarom vrouwen niet zouden kunnen schaken.[79]
- Vrouwen hebben een groter verantwoordelijkheidsgevoel, waardoor ze zich niet in het spel verliezen. Mannen daarentegen kunnen zich overmatig afzonderen en concentreren.[80] Erica Sziva, een criticus van de mannelijke zienswijze, zegt dat om echt heel goed te zijn in het schaken je drie eigenschappen nodig hebt: abstract kunnen denken, een heel eenzijdig leven kunnen leiden en volkomen egocentrisch zijn. Daar zijn mannen volgens haar gemiddeld toch wat beter in. "Totaal gefixeerd zijn op één ding: winnen."[81] Dit wordt beaamd door Marleen van Amerongen, die zegt dat mannen monomaner zijn.[73]

Als maatschappelijke factor wordt genoemd;
- Een obstakel in de schaakontwikkeling van vrouwen is dat adolescente meisjes afhaken wegens verliefdheid terwijl jongens gewoon door schaken. Door dat afhaken gaat veel talent verloren. Als vrouwen na gezinsvorming nog gaan schaken, hebben ze een grote achterstand opgelopen waardoor ze zeker niet meer het topniveau halen.[19] Meer algemeen gesproken ziet Xie Jun het huwelijk als de spelbreker.[82]

Inmiddels wordt algemeen erkend dat de twee seksen anders in elkaar steken en dus het schaakspel anders benaderen. Maar de verschillen tussen man en vrouw hoeven volgens Judith Polgar niet te betekenen dat de ene benadering tot het spel beter is dan de andere: "Mannen en vrouwen verschillen van elkaar, maar er zijn verschillende manieren van denken en vechten die toch tot dezelfde resultaten leiden." Wat nodig is, ongeacht het gender, is training en vechtlust.

### De feiten: statistieken

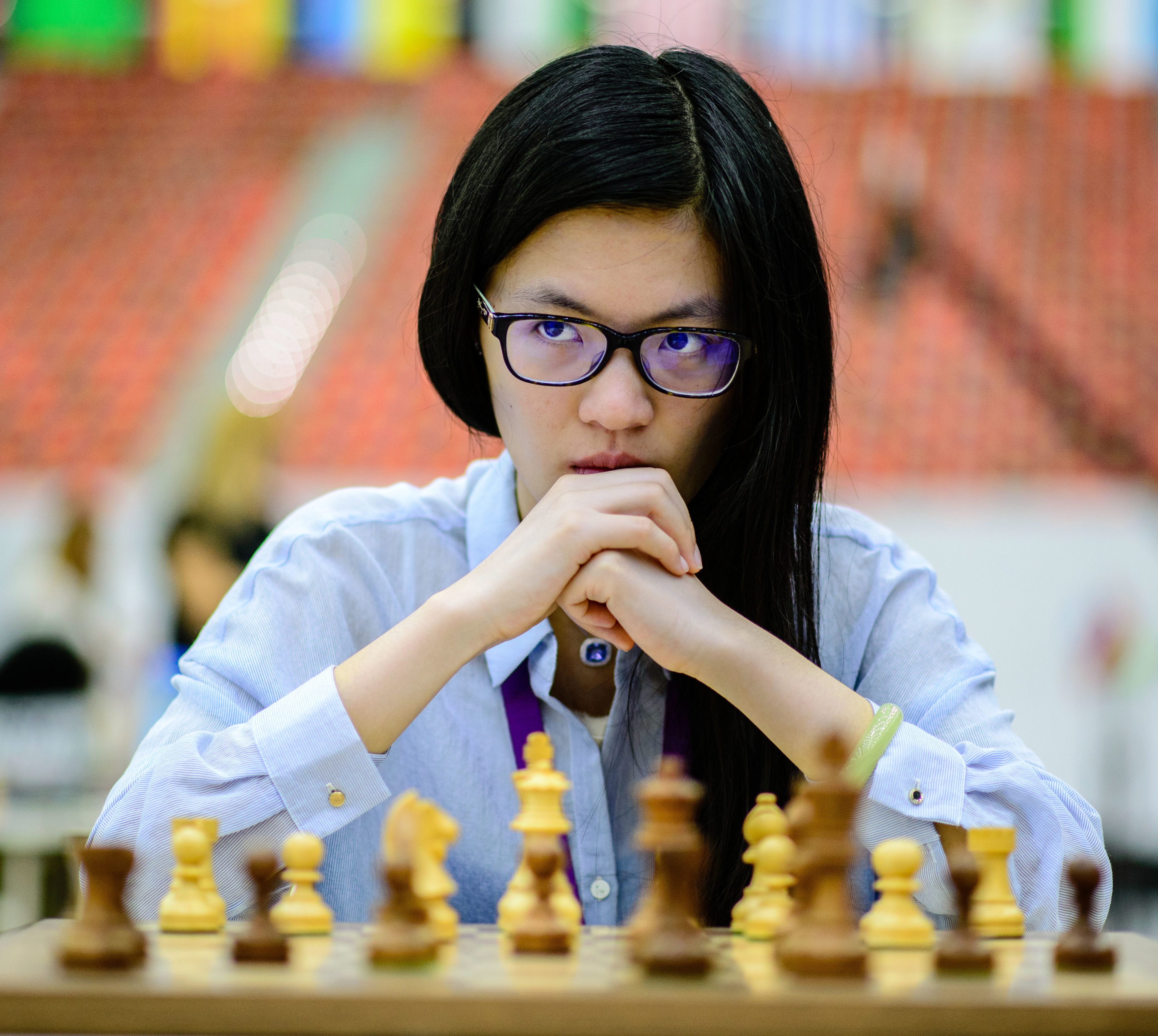
Hou Yifan, niet langer actief op het hoogste niveau omdat ze voor een academische carrière koos

Door de realiteit dat veel minder vrouwen dan mannen het schaken beoefenen, is statistisch gezien de kans veel kleiner dat vrouwelijke schakers met vergelijkbare sterktes boven komen drijven.
Worden echter een man en vrouw van vergelijkbare sterkte tegenover elkaar gezet (dit kan middels de elo-rating), dan zal de verwachte uitslag niet anders zijn als dat er twee spelers van dezelfde sekse en vergelijkbare sterkte tegenover elkander gezet worden. De enige afwijking van de statistische verwachtingen kan het gevolg zijn van de mate van stressfactoren als minderwaardigheidscomplex, intimidatie en psychologische verwachtingspatronen die voortkomen uit een gender-gepolariseerde samenleving: genderstereotypes zijn de hoofdverantwoordelijken voor de onderprestatie van vrouwen in het schaken.
In een onderzoek werden tweeënveertig mannen aan vrouwen gepaard op basis van gelijkwaardige schaaksterkte. Elke paar speelde twee partijen online-schaak. Wanneer de spelers niet van hun tegenstanders sekse wisten (controlegroep), speelden man en vrouw op gelijkwaardig niveau. In de experimentele groep speelden een deel van de vrouwen tegen mannen, terwijl ze dachten dat ze tegen een andere vrouw speelden. Deze vrouwen presteerden eveneens op gelijkwaardige wijze als hun tegenstander. Echter, wanneer de vrouwen wisten dat ze een mannelijke tegenstander hadden, presteerden vrouwen veel slechter. Dit onderzoek toonde hiermee tevens aan dat vrouwen minder zelfvertrouwen jegens mannen in het schaken hebben: "Vrouwen denken dat ze [in het schaken] niet geniaal genoeg zijn", aldus De Hingh. Vergelijkbare bevindingen rolden uit het onderzoek van Wei Ji Ma.
In zijn onderzoek toont Wei Ji Ma tevens aan wat Max Euwe reeds eerder suggereerde: Het aantal mannen dat schaakt overheerst het aantal vrouwen op elk niveau, met als gevolg dat uitschieters bij de mannen veel sneller bereikt zijn en dus de suggestie gewekt wordt dat mannen beter zijn in schaken. Echter, wanneer naar de gemiddelde sterkte van het aantal spelers van beide seksen op elk niveau gekeken wordt, blijken de gemiddelden nagenoeg gelijk (als er al verschil was, dan waren de vrouwen zelfs sterker, al was dat in dit onderzoek statistisch insignificant.) 
Met andere woorden, het is niet zozeer dat vrouwen zwakker spelen, maar dat er veel minder vrouwen zijn die het spelletje spelen en er minder vrouwen zijn die de kans hebben om zich daadwerkelijk te trainen, met als gevolg dat de kans dat er op korte termijn een potentieel kampioen opstaat uitermate klein is. Het minderwaardigheidscomplex dat vrouwen hierbij lijken te hebben ten aanzien van de andere sekse lijkt niet te helpen. Tevens blijkt dat in geval van gelijke kansen voor beide seksen de stereotiepe ideeën over de zogenaamde "hardwired" verschillen tussen man en vrouw praktisch geen rol spelen in de prestaties. Judith Polgar merkte hierover op dat er meerdere wegen zijn die naar Rome leiden. 
Ondanks deze wetenschap lijkt niet iedereen deze realiteit te accepteren en zal de genderongelijkheid in elk geval in de hoofden van enkelen voortbestaan. Max Pam lijkt zich in elk geval niet bewust van deze statistieken, of is het er simpelweg niet mee eens: hij stelde in 2015 dat er statistisch gezien allang een vrouwelijke wereldkampioen schaken had moeten zijn.

## Het officiële vrouwenschaak
Er wordt onderscheid gemaakt tussen 'gewoon' (of 'genderneutraal') schaken, waar zowel mannen en vrouwen aan kunnen deelnemen en vrouwenschaak dat exclusief door vrouwen gespeeld wordt. Middels vrouwenschaak zouden dames zonder het juk van de vermeende mannelijke dominantie (qua spelersaantallen en/of -sterkte) kunnen spelen.
Hoewel vrouwen heden altijd in gewone schaakevenementen kunnen deelnemen, worden er ook evenementen voor vrouwen alleen gehouden. Zo is er bijvoorbeeld de FIDE Wereldbeker en de FIDE Wereldbeker voor vrouwen; er is het Wereldkampioenschap schaken en het Wereldkampioenschap schaken voor vrouwen.
Hetzelfde geldt voor de titels. Hierbij geldt dat voor het bereiken van een Grootmeestertitel (GM) zwaardere standaarden gelden dan de Grootmeestertitel voor vrouwen (WGM). Anno 2006 zijn Judith Polgar, Susan Polgar, Pia Crambling, Xie Jun, Zhu Chen, Humpy Konery en Antoaneta Stefanova de enige vrouwen die principieel voor de Grootmeester titel kozen en de traditionele kwalificatiegang daartoe bewandeld hebben. Andere vrouwelijke grootmeesters met GM titel, zoals Nona Gaprindasjvili, hebben deze titel op basis van enigszins arbitrale verdiensten verkregen. Genoemde dames, die ook bijna uitsluitend in het door mannen gedomineerde gewone schaak deelnemen zijn ook de beste voorbeelden van dat vrouwen een vergelijkbaar schaakniveau kunnen bereiken als mannen.
De perceptie en rol van vrouwen in de schaakwereld is in de loop van de geschiedenis veel veranderd. Maar de argumenten die heden gebruikt worden voor en tegen gemengd schaken zijn toch vooral van deze tijd. In een tijd van gevorderde emancipatie is het onderscheid tussen schaken en vrouwenschaak controversieel. De discussie wordt gevoed door argumenten die veelal discutabel zoniet volkomen drogredenen zijn voor het vermeende niveauverschil tussen de seksen en het feit dat het schaken gedomineerd wordt door mannen. In sommige culturen speelt ook de gepastheid van gemengd schaken een rol in de discussie. Vrouwenschaak blijft dan ook een controversieel onderwerp. Vrouwenschaakclubs zijn hierdoor opgericht en weer teloorgegaan.
Argumenten voor het officiële vrouwenschaak:
- Van de schaaksters is misschien Jennifer Shahade gezien haar rebelse imago paradoxaal genoeg misschien wel het meest vocaal in haar voorkeur voor vrouwenschaak. Volgens haar zou het pas goed zijn om volledig geïntegreerde toernooien te hebben als het aantal schakende mannen en vrouwen gelijk was. Maar in werkelijkheid vormen vrouwen een kleine minderheid in de schaakwereld en voelen zij zich volgens Shahade vervreemd en is het dus goed om zo nu en dan wedstrijden met alleen vrouwen te hebben.[88] Volgens haar leiden dergelijke wedstrijden er tevens toe dat er meer meisjes gaan schaken en dat ze langer doorspelen.
- Vrouwen hebben op deze wijze meer kans op winstpartijen (en grotere kansen op prijzen) en zouden zo meer in de schijnwerpers komen. Dit is een argument dat vooral door vrouwelijke spelers gebruikt die het schaken voor de broodwinst gebruiken, zoals dat vaak in voormalige Oostbloklanden het geval is.
- Mannen zouden 'zonder afleiding' door de andere sekse beter spelen.

Argumenten tegen het officiële vrouwenschaak:
- Discriminatie / Mannen en vrouwen hebben in de basis gelijke kansen en rechten, en in het schaken is er geen wetenschappelijk bewijs dat de ene of andere sekse een structureel voordeel heeft (zoals fysieke kracht in andere sporten).
- Door vrouwenschaak ontneem je vrouwen de kans zich verder te ontwikkelen door ze niet tegen de grootst mogelijke tegenstand te laten spelen.
- Een drogreden tegen de vrouwelijke competitie is dat er zogenaamde overmatige aandacht en waardering aan inferieur spel besteed wordt. Het suggereert dus dat een tijdschrift wel over een reguliere tweedeklasse schaakcompetitie zou kunnen rapporteren, maar niet over vrouwenkampioenschappen, zelfs als deze van aantoonbaar hoger niveau zijn. Dit gaat zo ver dat partijen gespeeld door vrouwen een kleinere kans hebben in data bases opgeslagen te worden, dan inferieure partijen gespeeld door mannen.[58]

Magnus Carlsens mening hangt er tussenin. De wereldkampioen denkt dat het formaat van schaaktoernooien meer genderneutraal gemaakt moet worden. Het feit dat er zowel open (genderneutrale) en vrouwentoernooien zijn, draagt volgens hem bij aan het misverstand dat mannen inherent beter in het spelletje.  Volgens hem moeten er daarom of 'open' toernooien zijn, of genderspecifieke toernooien, niet beide.

## Popularisering van vrouwenschaak
Om het schaken te populariseren, wordt onder meer gezocht naar manieren om het sexappeal ervan te vergroten. Ook al is het controversieel - met seksisme als hoofdargument tegen - er zijn fanatieke voorstanders om daarvoor het vrouwelijke schoon in de strijd te gooien. Er zijn websites die een top tien van chess babes bijhouden. De Kazachastaanse grootmeester Vladislev Tkatsjev is de organisator van de World Chess Beauty Contest-schoonheidswedstrijden in 2005. Ondanks dit controversiële initiatief zijn er genoeg deelnemende schaaksters, zoals Kostentiuk, die zelf ook actief aan hun sexappeal werken voor meer succes in de schaakwereld. Hans Böhm gaat er niet in mee: "Weet je wat schaken meer sexy maakt? Als er meer snelheid in komt. Als de bedenktijd wordt beperkt, is de kans op fouten en dus ook op meer spektakel groter."
Films als Queen of Katwe en in het bijzonder de miniserie The Queen's Gambit dragen bij aan de populariteit van het schaken. Vooral The Queen's Gambit, een verfilming van Walter Tevis' gelijknamige roman, heeft grote impact gehad. Niet in de laatste plaats geholpen door de coronapandemie heeft het in 2020-2021 een enorme boost gegeven aan het schaken in het algemeen en vrouwenschaak in het bijzonder. Het heeft alle voorgaande films over het schaken naar de kroon gestoken. Van alle schaakpopulariteit-boostende evenementen heeft alleen het Spasski-Fischer wereldkampioenschap van 1972 misschien nog meer impact gehad, maar dan uitsluitend op mannen. In Nederland alleen al heeft de miniserie tot een verviervoudiging van vrouwelijke leden bij schaakclubs geleid. Ironie is dat de serie Nona Gaprindasjvili, een van de grootste vrouwelijke schakers uit de geschiedenis, foutief afgeschilderd als iemand die nooit tegen mannen geschaakt had en daarmee niet de weg geplaveid zou hebben voor schakende vrouwen.
Terwijl in grote delen van de wereld de voortschrijdende emancipatie faciliterend is voor het vrouwenschaak, zijn er ook delen waar het vrouwenschaak institutioneel ontmoedigd wordt, direct dan wel indirect: in sommige landen zijn vrouwen verplicht hoofddoeken te dragen, wat potentieel tot belemmeringen leidt in partijen waar een vrouw principieel een hoofddoek weigert te dragen.

## Status schakende vrouwen

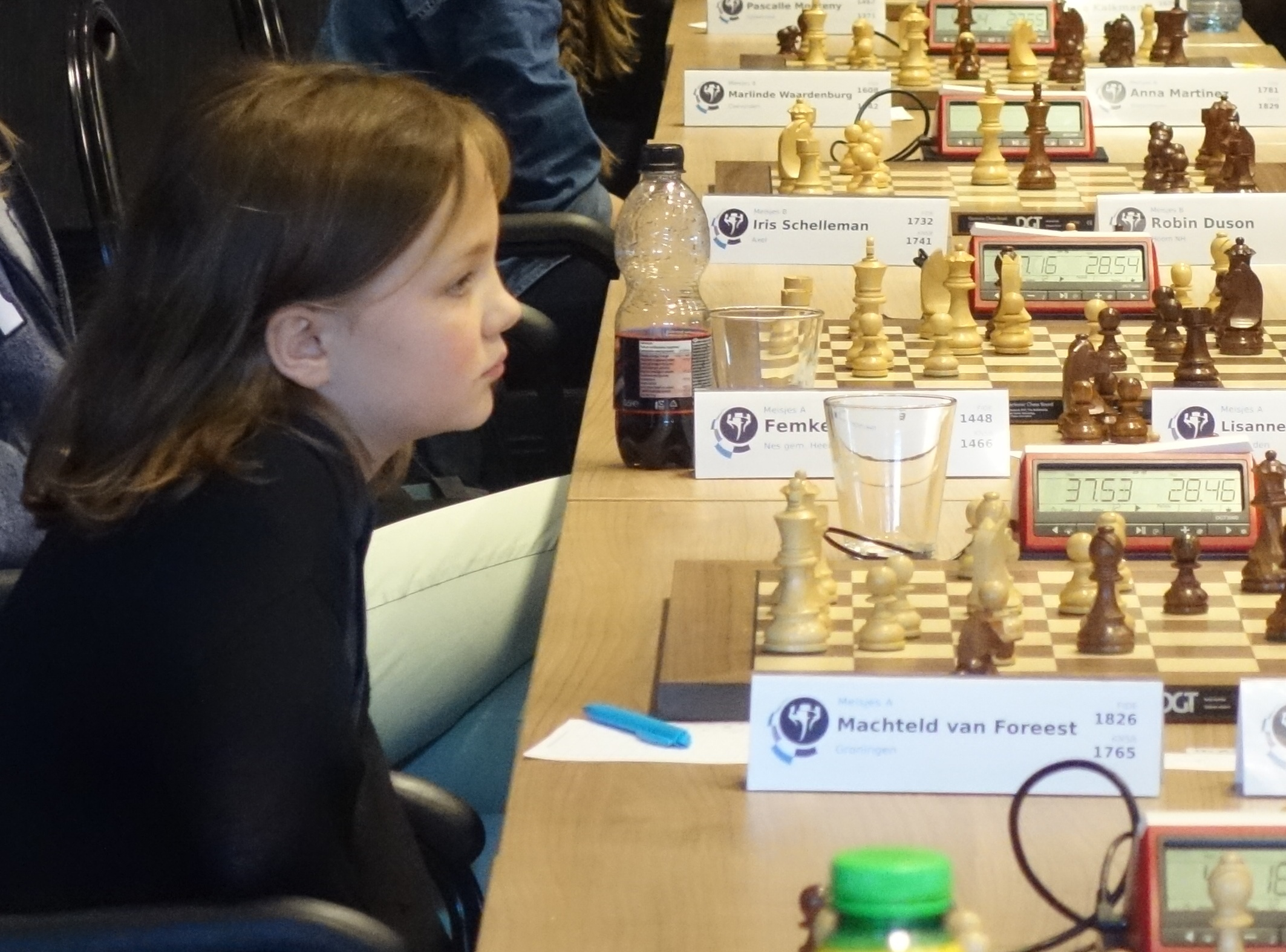
Nederlands hoop op een vrouwelijke grootmacht in de schaakwereld: Machteld van Foreest (2017)

Hoewel de maatschappij de ontwikkeling van vrouwen steeds minder in de weg staat en de situatie van schakende vrouwen anno 2018 beter is dan in de 19e eeuw, lijden zij nog altijd onder het juk van vooroordelen en conservatieve gedachtepatronen. Van het geld dat binnen de schaakwereld besteed wordt, gaat slechts een fractie naar het openbreken van traditionele patronen en de ontwikkeling van schakende vrouwen.
In 2020 beoefenen nog altijd veel minder vrouwen dan mannen het spel en is daarom de kans dat vrouwelijke spelers op hoog niveau uitkomen veel kleiner. Daarnaast draagt het beeld van door mannen gedomineerde schaakwereld bij aan de misconceptie dat vrouwen niet kunnen schaken.
In de schaakmedia laten vrouwelijke commentatoren nadrukkelijker dan voorheen van zich horen. Er zijn internationaal diverse vrouwelijke topschakers die zich tot gewaardeerde verslaggevers hebben omgevormd, zoals Anna Rudolf, Sopiko Guramishvili, Tania Sachdev en Fiona Steil-Antoni. De sterkste schaakster in de geschiedenis, Judith Polgar, wordt geregeld als exclusieve en zeer gewaardeerde (gast) commentator bij belangrijke evenementen gehaald.

## Varia
- Een van de oudste verwijzingen naar het schaken in Nederland dateert uit de veertiende eeuw en hierin waren uitsluitend vrouwen betrokken: gravin van Voorne schonk in 1361 een schaakbord aan gravin Machteld.[94]

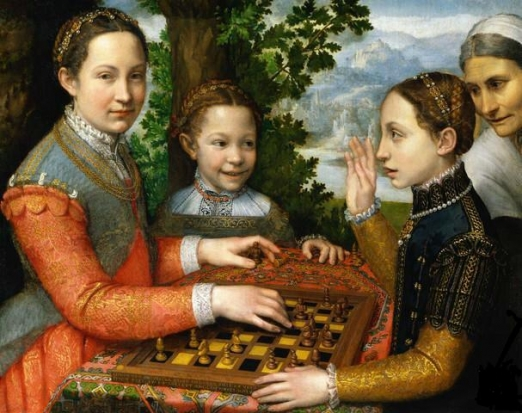
Schaakpartij in de natuur (1555) door Sofonisba Anguissola

- Sofonisba Anguissola neemt een bijzondere plaats in zowel de kunst- als de schaakwereld. Er zijn weinig vrouwelijke kunstenaars uit de middeleeuwen bekend; en haar schilderij met uitsluitend vrouwen die zich met een schaakspel bezighouden en dat onder het toeziende oog van een dienstmeid is een unicum.[46][49][h] Zowel de voorstelling en de gematigde reacties die erop volgden zijn een indicatie dat de schakende vrouw van vóór de renaissance niet controversieel was.
- Er wordt wel eens een link gelegd tussen het schaken van een vrouw ("schaking") en het schaakspel. Zo werd er in de 19e eeuw tijdens een diner uitgeroepen dat vrouwen tot kort geschaakt werden, maar nu zelf schaakten.[95] Hoewel het voor de hand lijkt te liggen dat deze termen aan elkander gerelateerd zijn, blijkt het etymologisch zeer lastig te zijn daadwerkelijk een band te leggen tussen het schaakspel en vrouwenroof.[96][97]